# Mariage entre personnes de même sexe en France
Pour les articles homonymes, voir MPT.
Pour des articles plus généraux, voir Mariage en France, LGBTI en France, Droits LGBT en France et Mariage homosexuel.

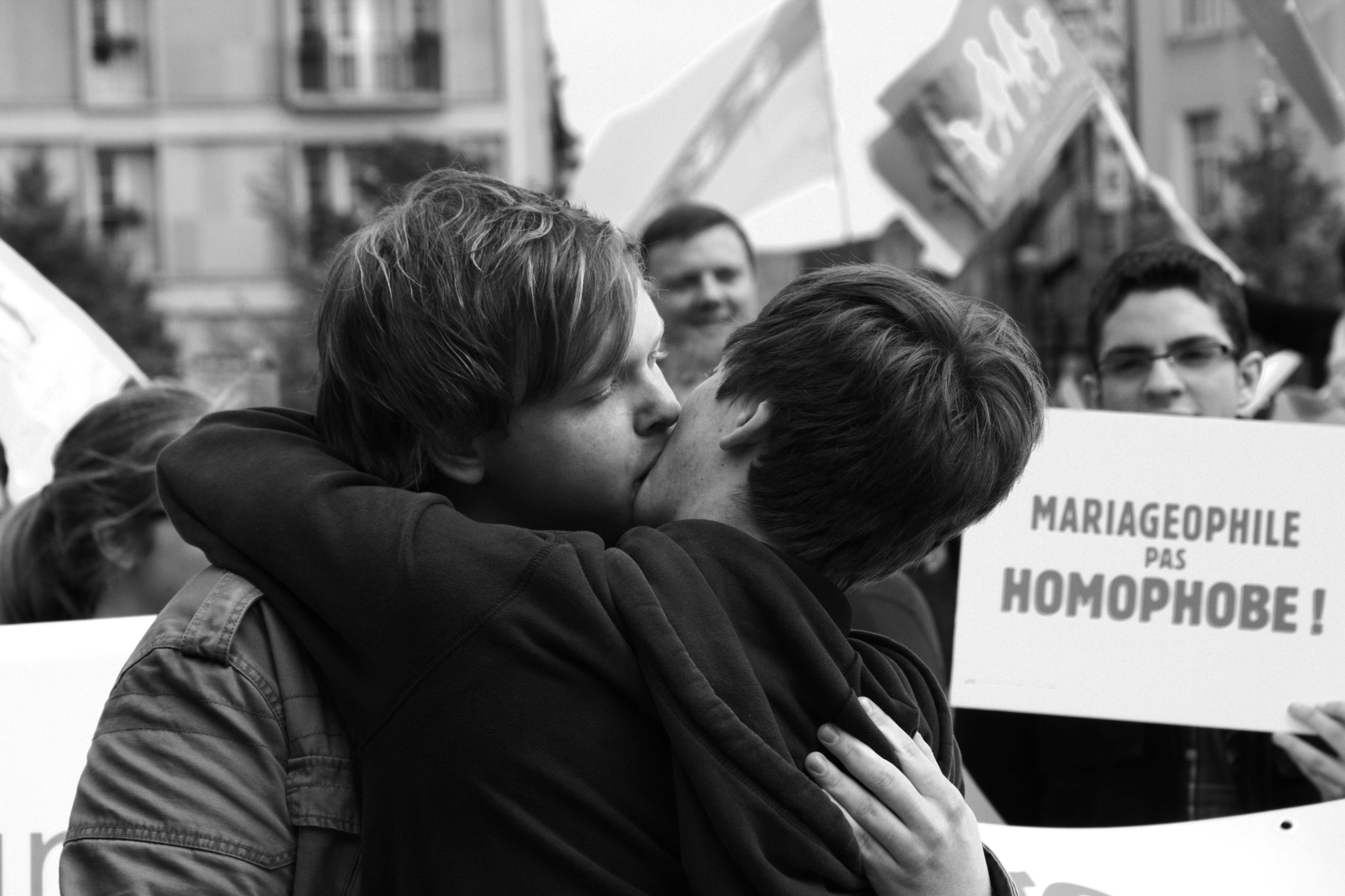
Deux jeunes hommes s'embrassant devant des opposants à l'autorisation du mariage entre personnes de même sexe, le 4 mai 2013.

Le mariage entre personnes de même sexe en France, également qualifié de mariage homosexuel ou « mariage pour tous », est autorisé par la loi depuis le 17 mai 2013. Il consiste en la possibilité pour un couple de deux hommes ou de deux femmes de contracter un mariage civil, auparavant réservé à un homme et une femme.

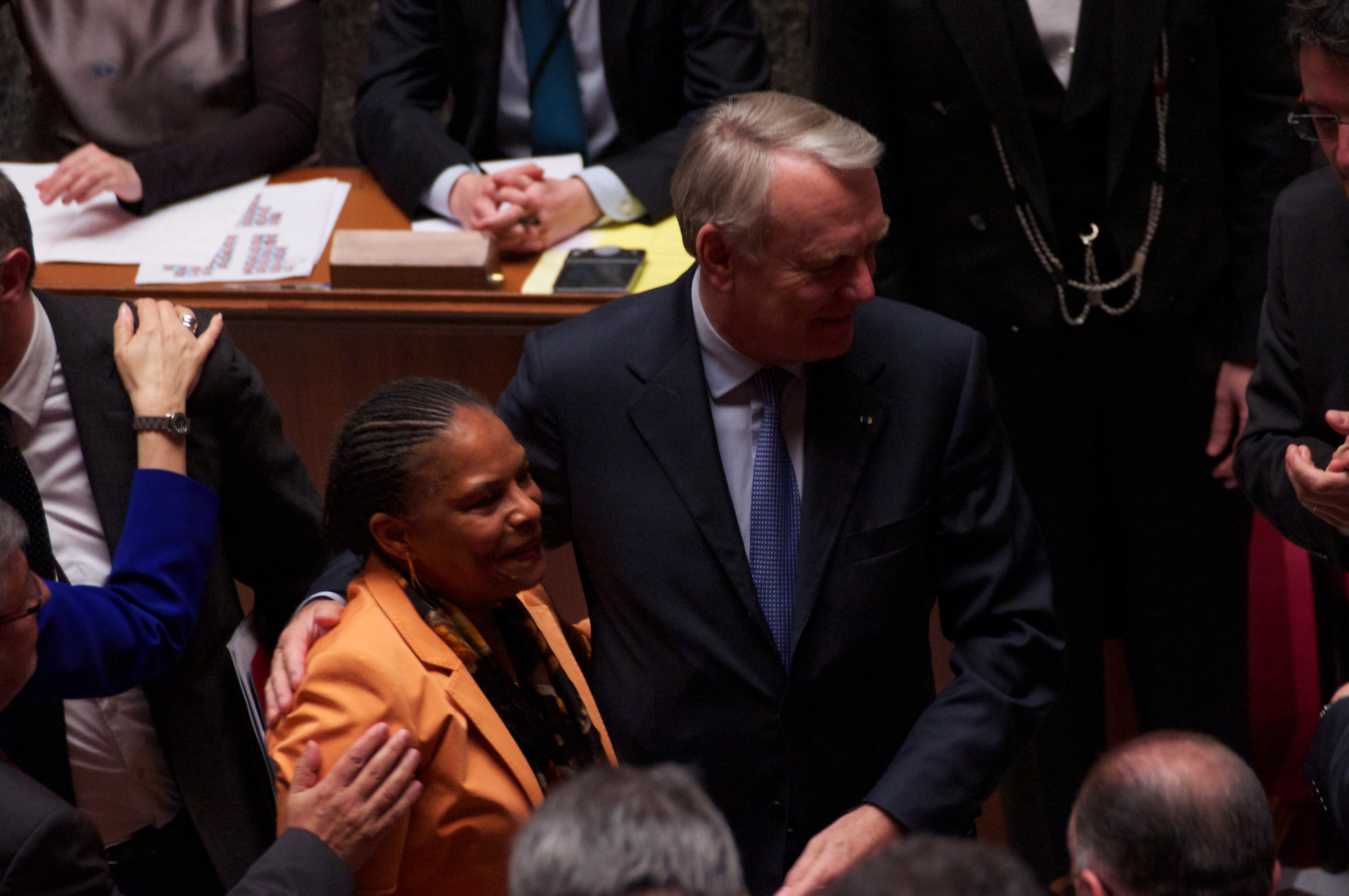
La ministre de la Justice, Christiane Taubira, chargée du projet de loi ouvrant le mariage aux couples de personnes de même sexe, et le Premier ministre, Jean-Marc Ayrault, dans l'hémicycle de l'Assemblée nationale, après l'adoption du projet de loi.

Depuis 1999, les couples homosexuels ou hétérosexuels avaient la possibilité de signer un partenariat civil, appelé pacte civil de solidarité (PACS), ou de s'établir en concubinage. Cependant, l'un et l'autre statuts n'offrent pas les mêmes garanties juridiques que le mariage civil.
Le projet de loi ouvrant le mariage aux couples de personnes de même sexe, déposé au Parlement le 7 novembre 2012, a fait l'objet de débats importants et a connu en France une opposition plus forte que dans d'autres pays européens. La loi no 2013-404 a été définitivement adoptée le 23 avril 2013 puis validée par le Conseil constitutionnel et promulguée le 17 mai 2013. Le premier mariage homosexuel français a été célébré le 29 mai 2013 à Montpellier.
En 2024, sur 247 000 mariages célébrés en France, 7 000 l'ont été entre personnes de même sexe, soit 2,83 % des mariages.

## Chronologie
Entre le 25 juillet et le 6 octobre 1791, le Code pénal est adopté. L’absence de la mention de la sodomie, considérée jusque-là comme un crime, ou tout autre terme désignant les rapports homosexuels, fonde ainsi la dépénalisation de l’homosexualité en France. Le rapporteur de la loi, Louis-Michel Lepeletier de Saint-Fargeau, affirma en effet que le Code pénal n’a mis hors-la-loi que les « vrais crimes », et non pas les « délits factices, créés par la superstition, la féodalité, la fiscalité et le despotisme ». Cette dépénalisation dans le Code pénal de 1791 influença directement ou indirectement (par son successeur, le Code pénal de 1810) plusieurs pays voisins (notamment les Pays-Bas, la Belgique, l'Espagne et l'Italie, et plusieurs États allemands avant l'unification en 1871 — la Bavière, le grand-duché de Bade, le Wurtemberg, le royaume de Hanovre et le duché de Brunswick) qui adoptèrent le modèle juridique français de non-criminalisation de l'homosexualité dans le cadre privé.
C'est au début des années 1980 que la société française commence à prendre en compte la réalité des homosexuels et de leurs couples. Le 6 novembre 1981, la proposition de loi no 527 « tendant à abroger l’alinéa 2 de l’article 331 du Code pénal » est déposée à l’Assemblée nationale par le député socialiste Raymond Forni, président de la commission des lois, « et plusieurs de ses collègues ». L’Assemblée nationale adopte définitivement le texte le 27 juillet 1982 et la loi est promulguée le 4 août 1982 : l’alinéa 2 de l’article 331 du Code pénal est aboli et la distinction discriminatoire dans la majorité sexuelle entre rapports homosexuels et hétérosexuels est ainsi supprimée (comme avant 1942), devenant de 15 ans pour tous. Mais l'homosexualité n'est retirée de la liste des maladies mentales de la CIM-10 publiée par l'Organisation mondiale de la santé que huit années plus tard, le 17 mai 1990.
La jurisprudence française évolue lentement. Le 17 décembre 1997, la Cour de cassation rappelle encore que même : « le concubinage ne peut résulter que d'une relation stable et continue ayant l’apparence du mariage, donc entre un homme et une femme ».
De 1990 à 1998, plusieurs parlementaires de gauche — le premier d'entre eux étant Jean-Luc Mélenchon — déposent sans succès des propositions de loi afin d’instaurer un nouveau contrat civil. La longue bataille politique et sociétale pour la reconnaissance du couple homosexuel trouve une issue sous le gouvernement Jospin, par l'adoption du PACS, le 15 novembre 1999.

### 1999: PACS
En 1999, le Parlement adopte la loi mettant en place le Pacte civil de solidarité (PACS), ouvert aux couples hétérosexuels et homosexuels. Pendant les débats parlementaires, la loi est fortement contestée par la droite, en particulier par la députée Christine Boutin. A contrario, Roselyne Bachelot est la seule députée du RPR à voter pour la loi. Comme le mariage, le PACS est interdit entre personnes déjà mariées ou pacsées, entre ascendants, descendants et alliés en ligne directe et entre collatéraux jusqu'au troisième degré. Cependant, il n'est pas signé en mairie mais dans un tribunal d'instance ou une ambassade et, en cas du décès d'un des partenaires, le survivant n'est pas héritier du défunt. Il ne permet pas non plus l'adoption conjointe.

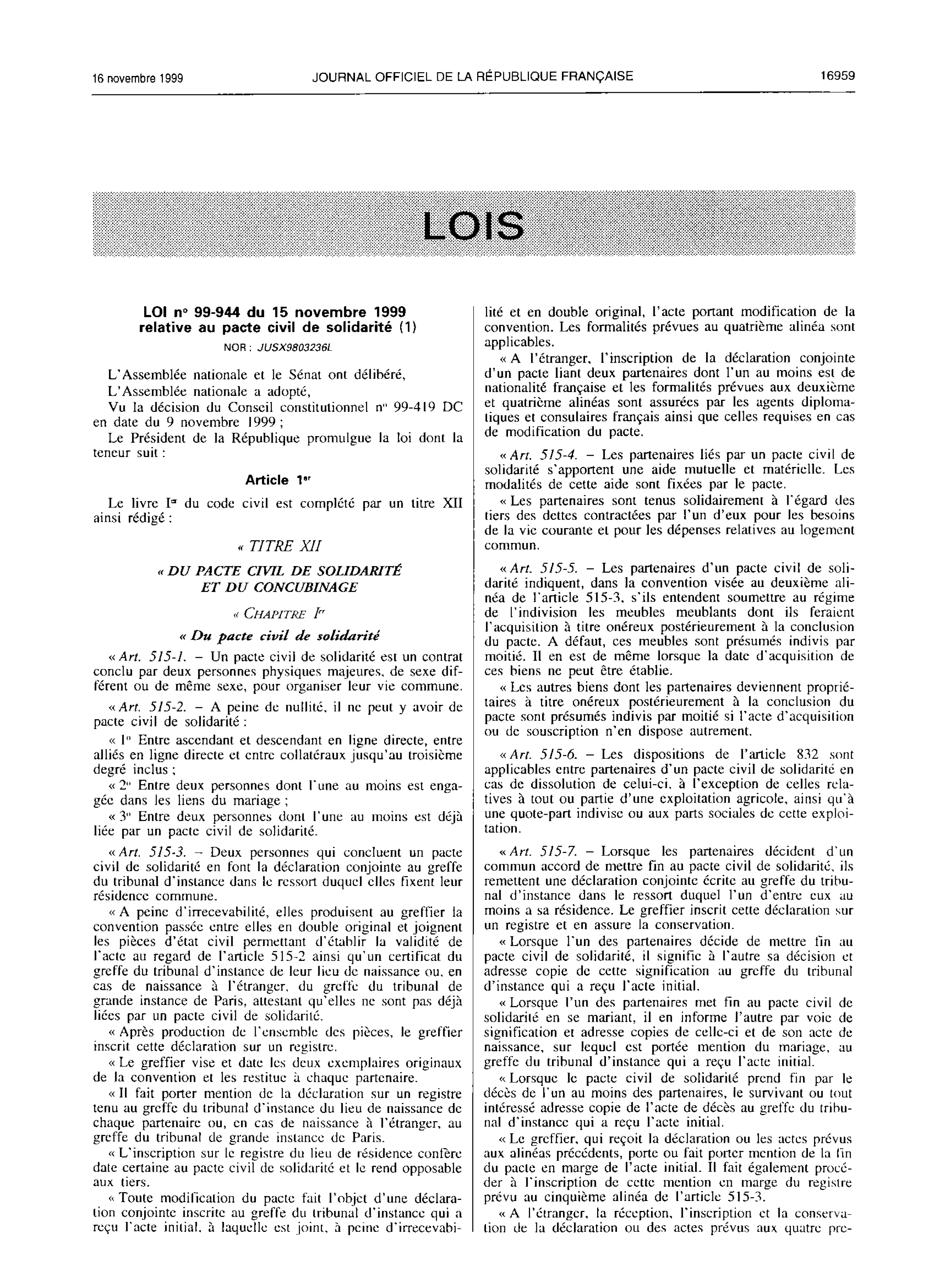
Loi du 15 novembre 1999 relative au PACS.

Au fil des années, le régime du PACS se rapproche de celui du mariage en ce qui concerne les obligations mutuelles entre partenaires, mais il reste sans effet sur la filiation et l'autorité parentale. Il donne donc un statut au couple mais ne crée pas de relations familiales.

### 2004: mariage de Bègles

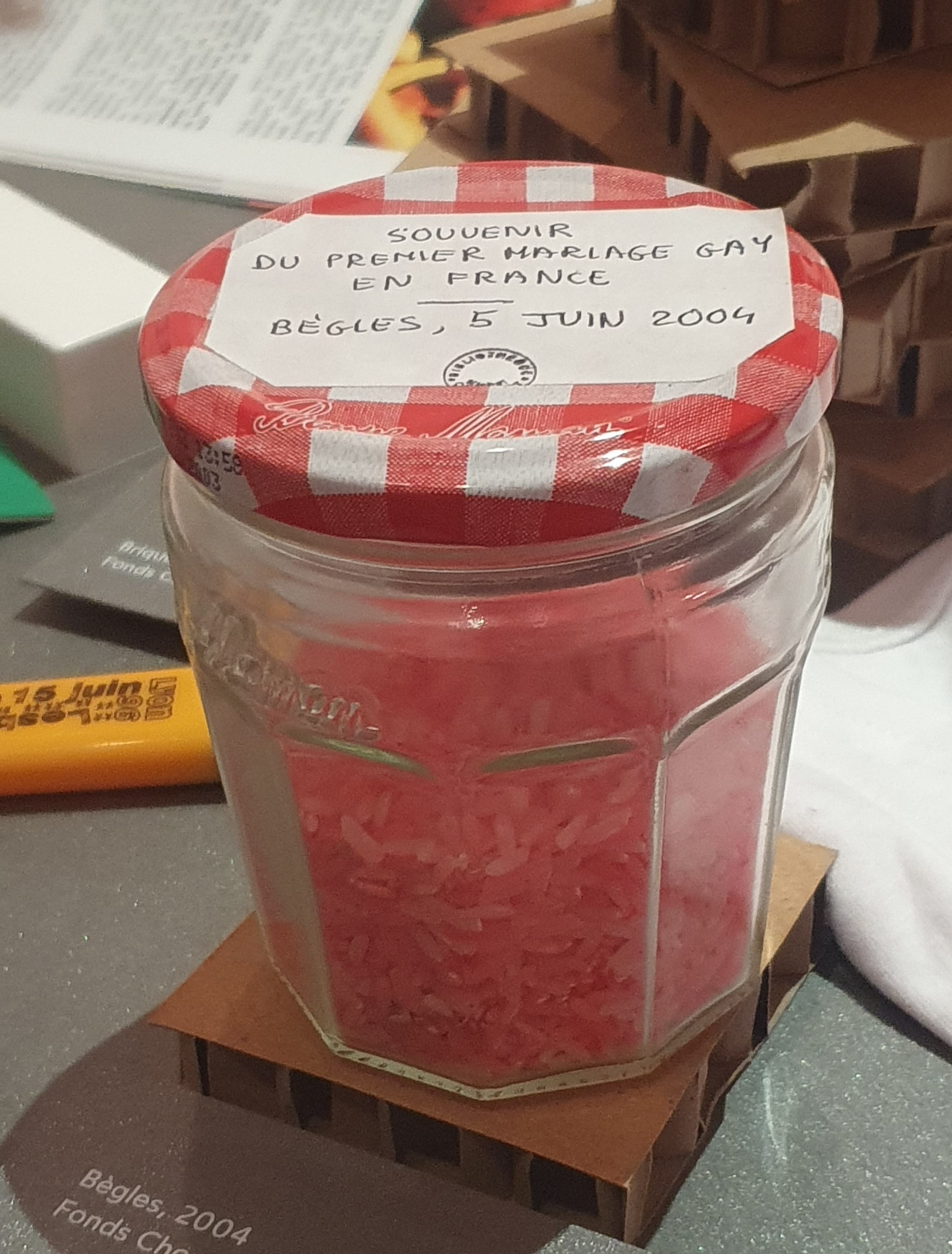
Riz rose lancé lors du mariage de Bègles et conservé dans le fonds Michel Chomarat de la Bibliothèque municipale de Lyon.

Le 5 juin 2004, le maire vert de Bègles, Noël Mamère, constatant que le Code civil ne précise pas le sexe des époux, célèbre un mariage entre deux hommes. Le 27 juillet suivant, le tribunal de grande instance de Bordeaux statue sur la question du sexe des mariés, en s'appuyant sur un autre article du Code civil qui précise que lors de la cérémonie du mariage, l’officier de l’état civil « recevra de chaque partie, l'une après l'autre, la déclaration qu'elles veulent se prendre pour mari et femme », et annule ce mariage. Cette décision est confirmée par la cour d'appel de Bordeaux, le 19 avril 2005.
La Cour de cassation confirme l'arrêt de la Cour d'appel de Bordeaux par un arrêt en date du 13 mars 2007 : « le mariage est l’union d’un homme et d’une femme ; ce principe n’est contredit par aucune des dispositions de la Convention européenne des droits de l'Homme et de la Charte des droits fondamentaux de l'Union européenne ». Le 8 juin 2004, Martine Billard, Yves Cochet et Noël Mamère proposent une loi « clarifiant l'accès au mariage des couples de personnes de même sexe ».

### 2008: affaire Minvielle
En 2008, Frédéric Minvielle est déchu de sa nationalité française en raison de son mariage avec un homme aux Pays-Bas. En effet, le mariage homosexuel aux Pays-Bas est autorisé depuis le 1er avril 2001 et une convention bilatérale entre les Pays-Bas et la France autorise les Français mariés à un citoyen néerlandais à devenir néerlandais tout en conservant leur nationalité française. Cependant, la France ne reconnaissant pas le mariage de Frédéric Minvielle avec un homme, celui-ci perd sa nationalité française en devenant néerlandais.
Cette décision est contestée par Frédéric Minvielle et scandalise les associations de défense des homosexuels. Il est finalement réintégré dans sa nationalité française et la France dénonce la convention bilatérale afin que la situation ne se reproduise plus.

### 2010: décision de la Cour européenne des droits de l'Homme
Le 24 juin 2010, la Cour européenne des droits de l'Homme est saisie d'un recours au nom du droit au mariage protégé par l'article 12 de la Convention, contre le refus par l'État autrichien d'autoriser le mariage de deux personnes du même sexe. Dans l'arrêt Schalk et Kopf c. Autriche, la Cour conclut que « l'article 12 n'impose pas au gouvernement défendeur l'obligation d'ouvrir le mariage à un couple homosexuel tel que celui des requérants ».

### 2011: décision du Conseil constitutionnel
Le Conseil constitutionnel a été saisi le 16 novembre 2010 par la Cour de cassation, dans les conditions prévues à l'article 61-1 de la Constitution, d'une question prioritaire de constitutionnalité, relative à la conformité aux droits et libertés que la Constitution garantit des articles 75 et 144, du Code civil. Ces articles impliquent dans leur rédaction que le mariage est réservé aux couples hétérosexuels. Le Conseil constitutionnel décide que ces articles sont conformes à la Constitution en ce qu'il est possible de traiter différemment les couples homosexuels, placés dans une situation différente des couples hétérosexuels, sans que ce ne soit contraire au principe d'égalité devant la loi garanti par l'article 6 de la DDHC. Il souligne, dans les « considérant », qu'il « n'appartient pas au Conseil constitutionnel de substituer son appréciation à celle du législateur sur la prise en compte, en cette matière, de cette différence de situation », soulignant ainsi qu'il relève du Parlement de changer la loi s'il le souhaite.

### De 2009 à 2013: des débats politiques à la loi
Dans les années qui suivent l'adoption du PACS, la plupart des partis politiques de gauche se déclarent en faveur de l'ouverture du mariage aux couples de même sexe, dont Ségolène Royal, candidate PS au second tour de l'élection présidentielle de 2007. Le 14 novembre 2009, la maire de Montpellier, Hélène Mandroux, lance l'Appel de Montpellier en faveur du mariage des couples de même sexe et de l'adoption homoparentale. Elle est rejointe par des dizaines de maires, par des associations et quelques milliers de signataires particuliers,. Par ailleurs, plusieurs propositions de loi sont déposées devant le Parlement, mais aucune n'est adoptée. En 2010, Martine Billard, Yves Cochet, Noël Mamère et François de Rugy proposent une loi « permettant l’accès au mariage des couples de personnes de même sexe » faisant notamment référence à la Déclaration des droits de l'homme et du citoyen. En 2011, une proposition similaire de Patrick Bloche est rejetée par l'Assemblée nationale.
En 2012, François Hollande, candidat du Parti socialiste à l'élection présidentielle, promet d'ouvrir le mariage aux couples de même sexe dans son « engagement 31 ». Une fois élu président, cette promesse est reprise par son parti lors des élections législatives de 2012.
Le 27 septembre 2012, Najat Vallaud-Belkacem, porte-parole du gouvernement, annonce que le premier mariage homosexuel se déroulera à Montpellier.
Le 23 avril 2013, l'Assemblée nationale adopte définitivement la loi ouvrant le mariage et l'adoption aux couples du même sexe,. Le 17 mai 2013, le Conseil constitutionnel la déclare intégralement conforme à la Constitution. Le même jour, la loi est promulguée par le président de la République, puis publiée au Journal officiel le lendemain,,.

## Loi de 2013 ouvrant le mariage aux couples de personnes de même sexe
Lire en ligne

Lire sur Légifrance

### Processus législatif

#### Les grandes dates du texte
Le projet de loi s'est étalé sur une période d'un peu plus de six mois, entre la présentation du projet en Conseil des ministres et la promulgation au Journal officiel, faisant de ce texte de loi l'un des plus longuement débattus.
| Chronologie     | Chronologie                                                                                             |
| --------------- | --- |
| 7 novembre 2012 | Présentation du projet de loi en Conseil des ministres par la ministre de la Justice Christiane Taubira |
| 12 février 2013 | Adoption du projet de loi en première lecture à l'Assemblée nationale                                   |
| 12 avril 2013   | Adoption du projet de loi en première lecture par le Sénat                                              |
| 23 avril 2013   | Adoption définitive du projet de loi par l'Assemblée nationale                                          |
| 17 mai 2013     | Validation par le Conseil constitutionnel                                                               |
| 17 mai 2013     | Promulgation et publication au Journal officiel                                                         |

#### Avis consultatif préalable du Conseil d’État
L'avis consultatif du Conseil d’État d'octobre 2012 n'a pas été officiellement et intégralement publié.[Passage à actualiser] Selon des extraits dévoilés par la presse le 7 février 2013, l'avis du Conseil d’État, émis sur le texte du gouvernement, est favorable au projet de loi ouvrant le mariage aux couples de même sexe mais contient des réserves sur plusieurs de ses dispositions. Soulignant des insuffisances dans l'étude d'impact l'accompagnant, notamment en ce qui concerne l'ouverture de l'adoption aux conjoints de même sexe, le Conseil d’État s'inquiète de la mise en place d'une « fiction juridique » sur laquelle reposerait la filiation en cas d'adoption plénière et sur l'inégalité qu'elle induirait entre les adoptés, c'est-à-dire « entre ceux dont on saura forcément qu'ils sont adoptés puisqu'ils seront officiellement « nés » de deux hommes ou de deux femmes, et ceux dont on l'ignorera puisqu'ils seront inscrits dans un schéma familial classique »,.

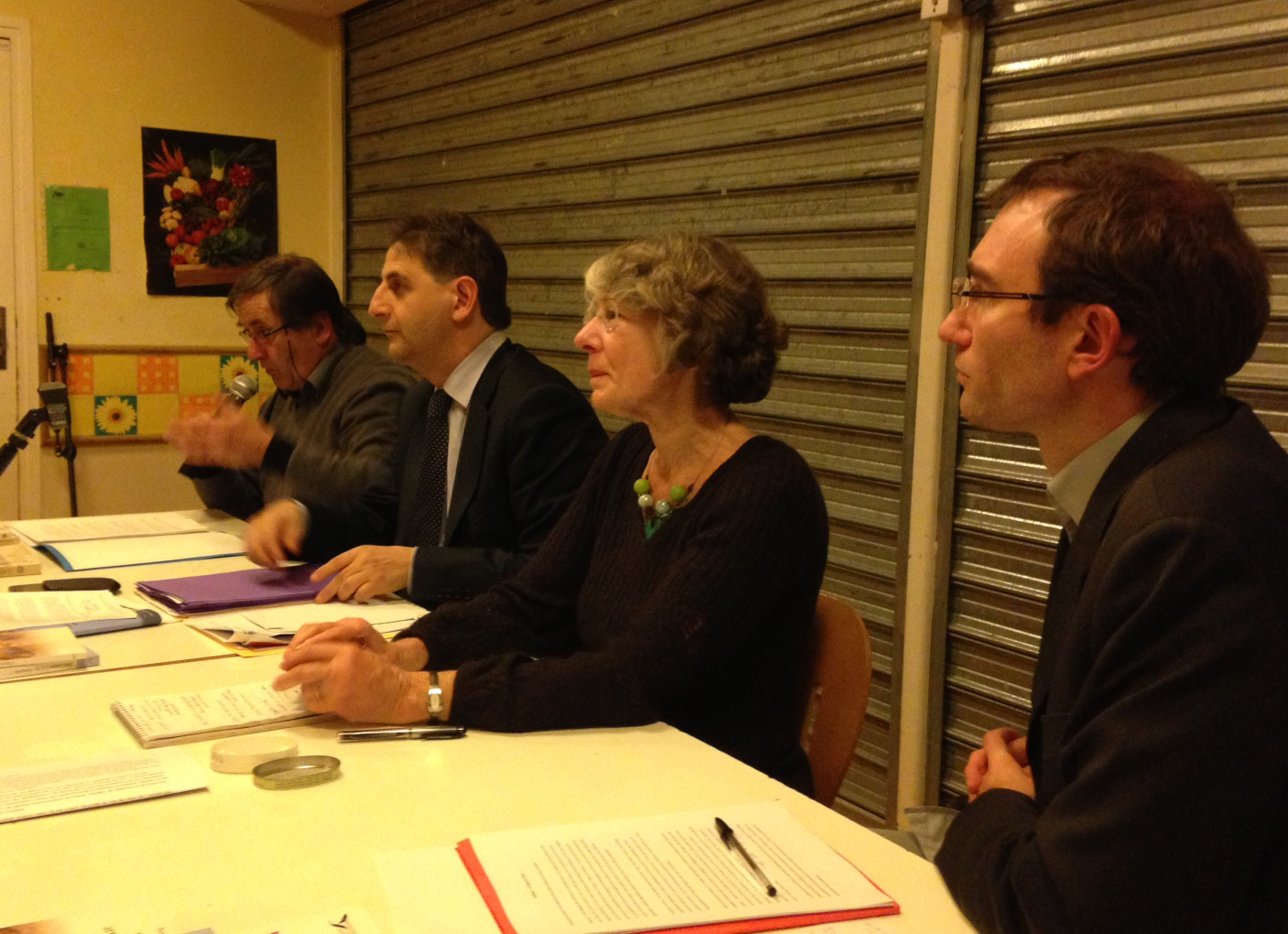
Tribune d'un débat pluraliste le 18 janvier 2013 à Aulnay-sous-Bois avec de gauche à droite : André Cuzon, Daniel Goldberg, la bibliste Anne Soupa et Vincent Loiseau (HES).

Le Conseil d’État s'interroge également sur les risques pénaux liés au contrat de mariage pour les conjoints étrangers ressortissants d'un pays ne reconnaissant pas ce type de mariage, pouvant les exposer dans leurs pays d'origine à des sanctions pénales, en raison de leur homosexualité.
Enfin, le Conseil d’État évoque les conséquences substantielles du texte sur les fondements de l'institution du mariage en général et sur les mariages hétérosexuels en particulier. Il demande que le projet de loi « ouvre le mariage et l'adoption aux couples de même sexe dans les mêmes conditions que pour les autres couples, sans changer en rien les conditions applicables pour ces derniers ». Si l'avis du Conseil d’État n'est que consultatif, il peut être l'un des textes servant de base juridique aux décisions du Conseil constitutionnel, en cas de saisine.

#### Présentation du projet de loi

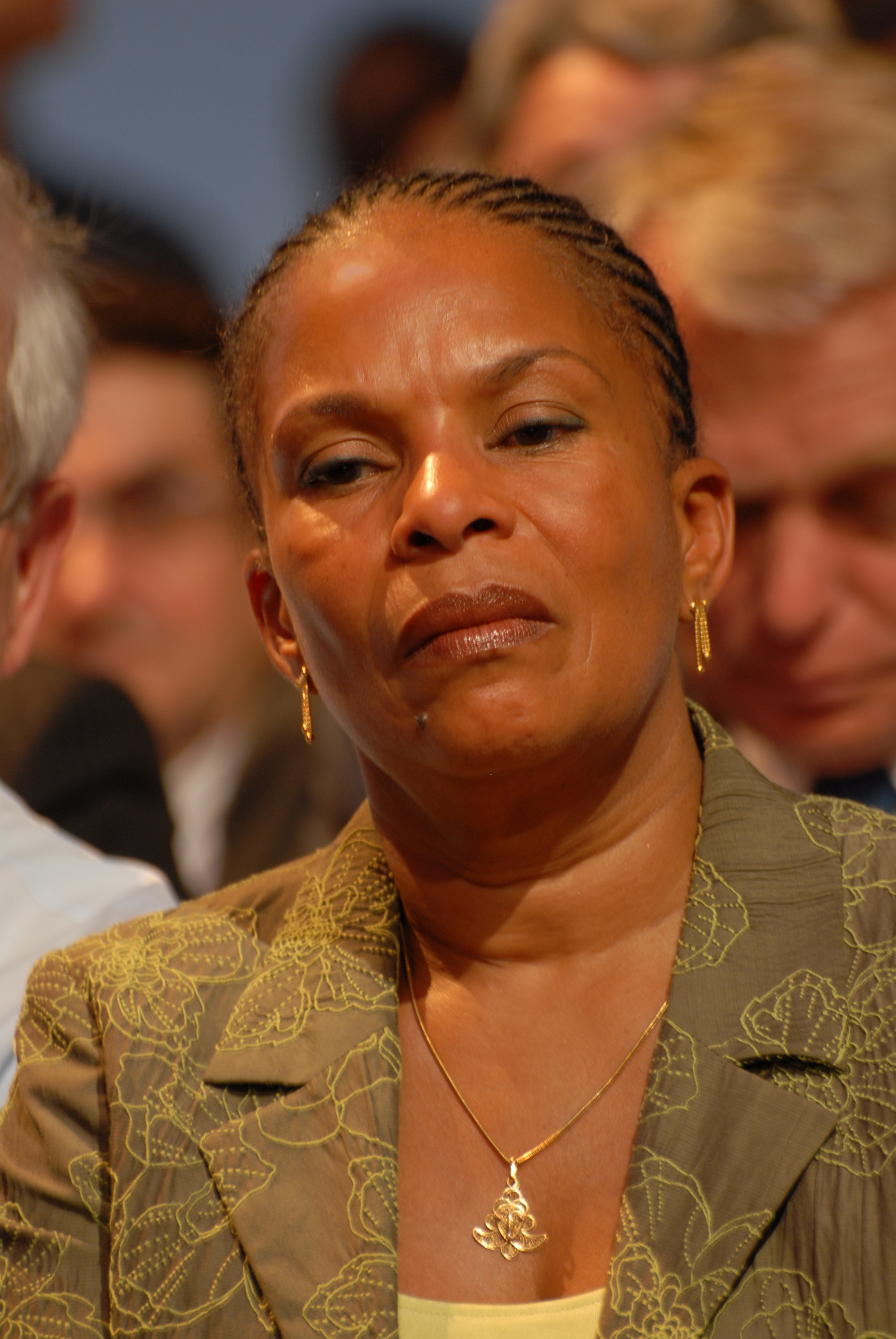
Christiane Taubira, ici en 2007.

Le 7 novembre 2012, la Garde des sceaux, ministre de la Justice, Christiane Taubira, présente en Conseil des ministres le « projet de loi ouvrant le mariage aux couples de personnes de même sexe »,. Dans son exposé des motifs, le gouvernement note que « le mariage est traditionnellement défini comme un acte juridique solennel par lequel l’homme et la femme établissent une union dont la loi civile règle les conditions, les effets et la dissolution » mais que « l’idée de l’ouverture du mariage aux personnes de même sexe a constamment progressé » depuis l'adoption du PACS et qu'« une nouvelle étape doit donc être franchie. »
Dans un entretien publié le même jour par le journal Sud Ouest, la ministre de la Justice affirme que cette loi sera « une réforme de civilisation ».
Le projet de loi :
- ne modifie pas le régime du mariage, il rend simplement sa célébration possible entre deux personnes de même sexe résidant en France ;
- modifie pour ces personnes le régime des noms de famille ;
- l'adoption en droit français étant ouverte aux personnes célibataires (hétérosexuelles comme homosexuelles[44]) et aux couples mariés, le projet de loi ouvre par conséquent l'adoption conjointe d'un enfant par les deux époux de même sexe ou l'adoption de l'enfant du conjoint de même sexe ;
- reconnaît les mariages entre deux personnes du même sexe à l'étranger ;
- prévoit, quand cela est nécessaire, des adaptations au Code civil et à douze autres codes (Code de procédure pénale, Code des transports, etc.) ainsi qu'à quatre autres grandes lois (l’ordonnance de 1945 relative à l’enfance délinquante, la loi sur la fonction publique hospitalière, la loi sur la fonction publique de l’État, la loi sur la fonction publique territoriale) : les mots « père et mère » sont remplacés par le mot « parent » et les mots « mari et femme » par le mot « époux » ; ces modifications ne concernent pas les actes d'état civil et le livret de famille, dont la forme n'est pas régie par la loi.

À l'Assemblée nationale, le projet de loi est renvoyé en Commission des lois où Erwann Binet est nommé rapporteur. Le 14 novembre 2012, Marie-Françoise Clergeau est nommée rapporteur pour avis de la Commission des Affaires sociales.

#### Réactions de l'opposition

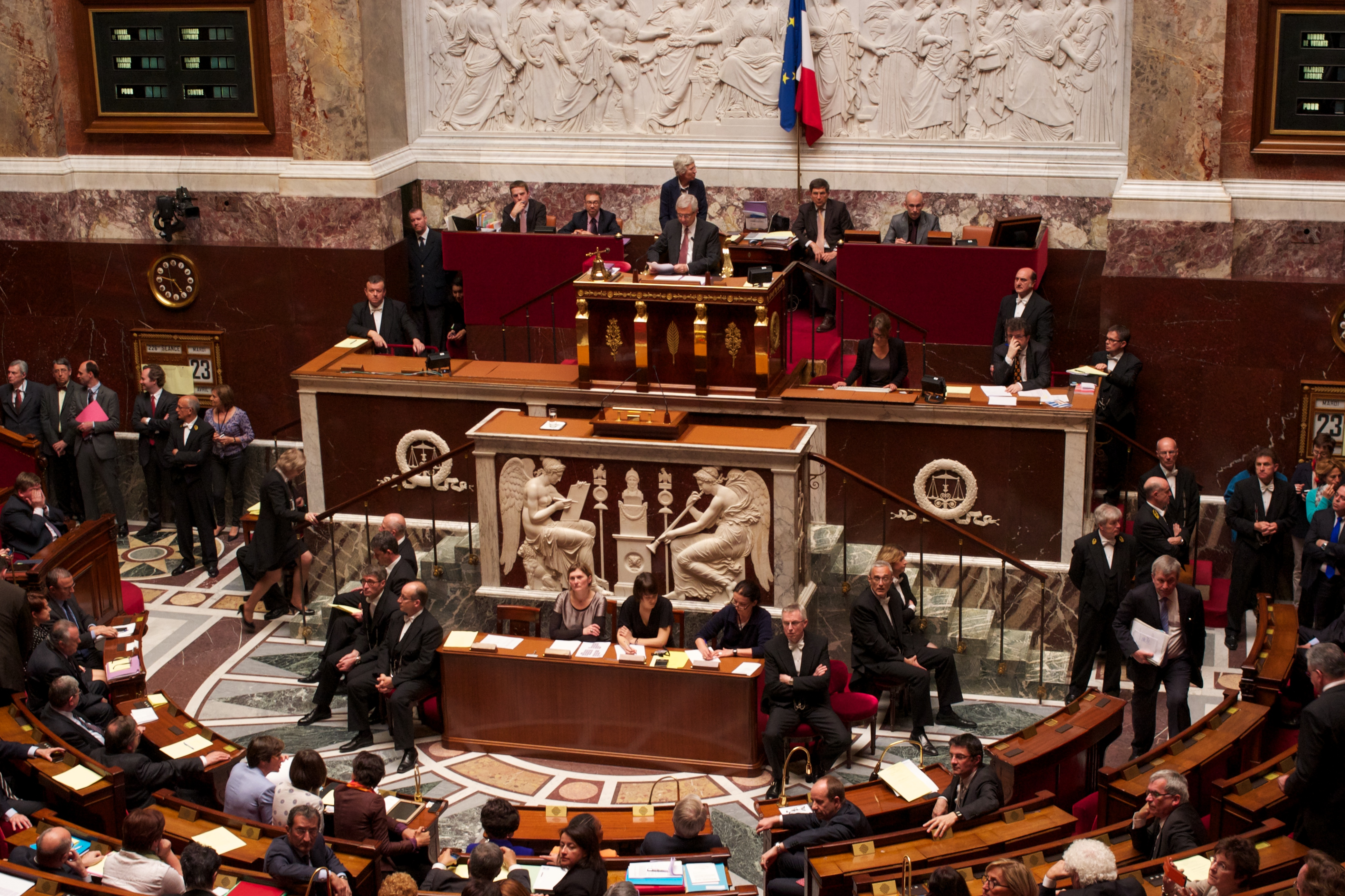
L'Assemblée nationale lors de la seconde lecture.

Le 26 octobre 2012, l'ancien Premier ministre et député de Paris François Fillon (UMP) annonce qu'« en cas d'alternance, nous l'abrogerons » en parlant de la loi sur le mariage des couples de même sexe. Valérie Pécresse va dans le même sens, annonçant qu'il faudra « démarier les couples homosexuels ». Toutefois, selon des constitutionnalistes, il sera juridiquement « absolument impossible » de casser les mariages existant et politiquement « très difficile, voire impossible » de revenir sur la loi.
Le 27 novembre 2012, lors d'un débat sur une loi concernant le terrorisme, le député UMP Nicolas Dhuicq établit un parallèle entre le projet de loi sur le mariage homosexuel, l'homoparentalité et le terrorisme, considérant qu'un terroriste « n’a jamais rencontré l’autorité paternelle le plus souvent ». La porte-parole du gouvernement Najat Vallaud-Belkacem déclare que ces propos « constituent plus qu'un dérapage » et sont d'une « violence inqualifiable ». Le lendemain, dans le cadre d'une question au gouvernement, Marc Le Fur (UMP) déclare que légaliser l'adoption pour les couples homosexuels reviendrait à dire que pour certains « l'enfant est simplement un produit de consommation » et que le gouvernement entend « imposer par la force » la loi. Dominique Bertinotti, ministre déléguée à la famille, considère que ces propos « n'honorent pas » le député et lui répond : « Au moment du PACS, vous annonciez la fin du monde. La fin du monde n'a pas eu lieu. ».

#### Examen en première lecture par l'Assemblée nationale

##### Auditions de la commission des lois
La commission des Lois procède à partir de novembre 2012 à des auditions tous les jeudis. Lors de ces auditions, la commission entend successivement des parlementaires de pays ayant déjà ouvert le mariage aux personnes de même sexe, des représentants d'institutions, des ethnologues et philosophes, des médecins, des juristes et des familles homoparentales. Des associations opposées au projet de loi contestent toutefois la méthode du rapporteur, Erwann Binet, qui les auditionne à part.
Le 6 décembre 2012, lors de son audition Nicolas Gougain, porte-parole de l'Inter-LGBT, dénonce des propos qui insinueraient que « parce que vous êtes homosexuels, parce que vous êtes parents homosexuels, vous remettez en cause la société, vous êtes potentiellement dangereux pour vos enfants ».
Le 13 décembre 2012, le défenseur des droits, Dominique Baudis, souligne que le texte « met fin à des situations d'inégalités ou de discriminations indirectes » et donne aux enfants élevés par un couple homosexuel « un cadre juridique préférable à la situation actuelle », tout en déclarant avoir des réserves « sur la méthode d'élaboration du projet de loi » : « Bien que les situations conjugales et parentales de tous les époux […] ne soient pas en tous points identiques, le projet s'efforce de les confondre », « de cette confusion résultent de nombreuses incertitudes juridiques préjudiciables » à « tous les enfants ».

##### Débats en commission des lois
Les 15 janvier et 16 janvier 2013, le débat en Commission des lois fait évoluer le texte du gouvernement, notamment par un amendement du rapporteur Erwann Binet modifiant l'article 4 du projet précisant que les dispositions du code civil s'appliquent « aux parents de même sexe lorsqu'elles font référence aux père et mère », « aux aïeuls de même sexe lorsqu'elles font référence aux aïeul et aïeule » permettant de ne pas remplacer les mots « père et mère » par le « parents » ou « mari et femme » par « époux ».

##### Discussion en séance
Le débat en séance commence le 29 janvier 2013,. 5 362 amendements sont déposés, principalement par les groupes d'opposition de droite, ce qui fait entrer ce projet de loi « dans le top 10 des textes objets du plus grand nombre d'amendements depuis 30 ans »,.
La motion référendaire déposée par 60 députés est rejetée le 30 janvier 2013 par 298 voix contre 184 et l'amendement sur la clause de conscience est rejeté par 244 voix contre 101, le 2 février 2013, alors que le même jour est adopté par 249 voix contre 97, le premier article du projet de loi ouvrant le mariage aux personnes de même sexe. La première lecture prend fin le 9 février 2013, à 5 h 40 du matin, après 109 heures et 30 minutes de débat réparties sur 24 séances, dont 90 présidées par Claude Bartolone, ce qui constitue un record. En raison de sa longueur, ce projet de loi se place à la septième place des textes de loi les plus longuement débattus de la Ve République, 4 999 amendements ayant été discutés et tous les articles ayant été adoptés. Le texte a été soumis au vote solennel des députés le 12 février 2013 et adopté à 329 voix contre 229.
| Groupe | Groupe                                                        | Pour | Contre | Abstention | Votants/Total |
| ------ | ------------------------------------------------------------- | ---- | ------ | ---------- | ------------- |
|        | Groupe socialiste, républicain et citoyen (SRC)               | 283  | 4      | 5          | 292 / 295     |
|        | Groupe écologiste (ÉCO)                                       | 17   | 0      | 0          | 17 / 17       |
|        | Groupe Radical, républicain, démocrate et progressiste (RRDP) | 13   | 2      | 0          | 15 / 16       |
|        |                                                               |      |        |            |               |
|        | Groupe Union pour un mouvement populaire (UMP)                | 3    | 187    | 5          | 195 / 196     |
|        | Groupe Union des démocrates et indépendants (UDI)             | 4    | 25     | 0          | 29 / 29       |
|        |                                                               |      |        |            |               |
|        | Groupe Gauche démocrate et républicaine (GDR)                 | 9    | 4      | 0          | 13 / 15       |
|        | Non-inscrits (NI)                                             | 0    | 7      | 0          | 7 / 7         |
|        |                                                               |      |        |            |               |
| Total  | Total                                                         | 329  | 229    | 10         | 568 / 575     |

Dans l'opposition, ont voté pour : Philippe Gomès, Yves Jégo, Sonia Lagarde et Jean-Christophe Lagarde (UDI), Benoist Apparu, Franck Riester et Dominique Tian (UMP) — ce dernier fait savoir par la suite « qu'il avait voulu voter contre », alors qu'à l'inverse Jean-Louis Borloo (UDI), qui a voté contre, indique « qu'il avait voulu voter pour ».
À gauche et dans la majorité, Bernadette Laclais, Jérôme Lambert, Patrick Lebreton et Gabrielle Louis-Carabin (SRC), Ary Chalus et Thierry Robert (RRDP), Bruno Nestor Azerot, Patrice Carvalho, Alfred Marie-Jeanne et Jean-Philippe Nilor (GDR) ont voté contre.
Se sont abstenus : Ibrahim Aboubacar, Marie-Françoise Bechtel, Jean-Luc Laurent, Jean-Philippe Mallé et Dominique Potier (SRC), Nicole Ameline, Nathalie Kosciusko-Morizet, Pierre Lellouche, Bruno Le Maire et Édouard Philippe (UMP),.

#### Examen en première lecture par le Sénat
Le projet de loi a été examiné par le Sénat à partir du 4 avril 2013. Le vote final sur l'ensemble du projet de loi s'est fait à main levée, aucun sénateur n'ayant demandé de vote public,. Toutefois à la demande des sénateurs, le compte-rendu de la séance mentionne les intentions de vote de chacun.
| Groupe | Groupe                                                         | Pour | Contre | Abstention | Votants/Total |
| ------ | -------------------------------------------------------------- | ---- | ------ | ---------- | ------------- |
|        | Groupe socialiste et apparentés (SOC)                          | 121  | 2      | 5          | 128 / 128     |
|        | Groupe communiste, républicain et citoyen (CRC)                | 20   | 0      | 0          | 20 / 20       |
|        | Groupe du rassemblement démocratique et social européen (RDSE) | 13   | 2      | 0          | 15 / 18       |
|        | Groupe écologiste (ECO)                                        | 12   | 0      | 0          | 12 / 12       |
|        |                                                                |      |        |            |               |
|        | Groupe UMP (UMP)                                               | 3    | 124    | 4          | 131 / 131     |
|        | Groupe Union des démocrates et indépendants (UDI - UC)         | 1    | 30     | 1          | 32 / 32       |
|        |                                                                |      |        |            |               |
|        | Non-inscrits (RASNAG)                                          | 0    | 7      | 0          | 7 / 7         |
|        |                                                                |      |        |            |               |
| Total  | Total                                                          | 170  | 165    | 10         | 345 / 348     |

Dans l'opposition de droite, se déclarent « pour » : la centriste Chantal Jouanno et les UMP, Fabienne Keller, Christian Cointat et Jacqueline Farreyrol. Ne prennent pas position : le centriste Vincent Capo-Canellas et les UMP Roger Karoutchi, Alain Fouché, Yann Gaillard et Alain Milon.
Dans la majorité de gauche, se prononcent « contre » : les socialistes Roland Povinelli et Richard Tuheiava. Deux sénateurs du groupe RDSE (Rassemblement démocratique, social et européen), à majorité radicale de gauche, se déclarent également « contre » : Gilbert Barbier (membre de l’UMP) et Nicolas Alfonsi (PRG). Cinq socialistes ne se prononcent pas : Maurice Antiste, Jacques Cornano, Claude Domeizel, Jean-Noël Guérini et Jeanny Lorgeoux.
Jean-Pierre Chevènement (MRC), Pierre-Yves Collombat (PS) et François Vendasi (PRG) n’ont pas indiqué leur position.
Les opposants au projet de loi, dont le député Jean-Frédéric Poisson, dénoncent la traditionnelle méthode du vote à main levée utilisée.
Marine Le Pen accuse l'UMP de complicité, soulignant que si les sept sénateurs UMP qui se sont prononcés « pour » ou qui se sont abstenus, avaient voté « contre », le texte n'aurait pas pu être adopté.

#### Examen en seconde lecture par l'Assemblée nationale

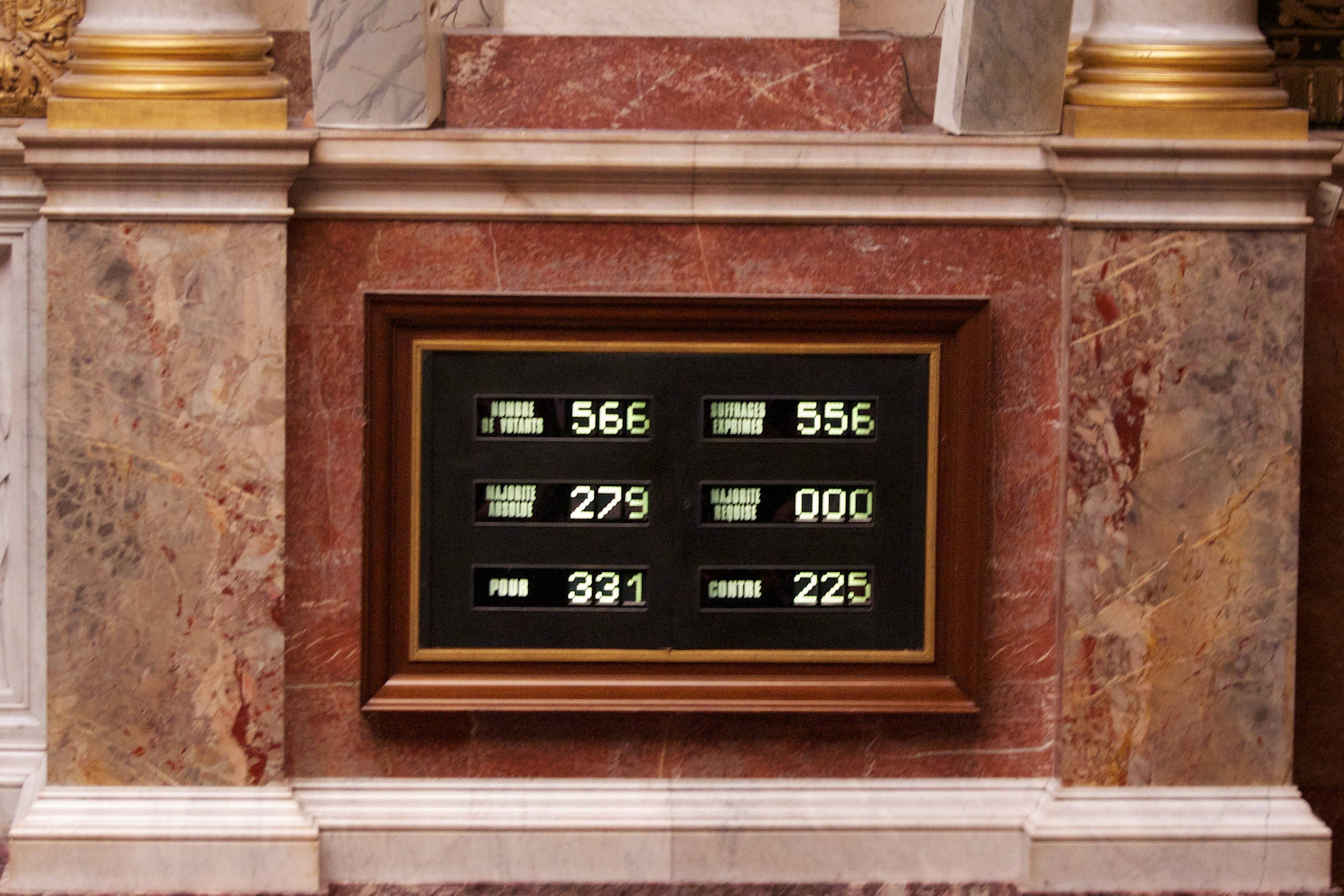
Le tableau de l'Assemblée nationale affichant le résultat du vote solennel.

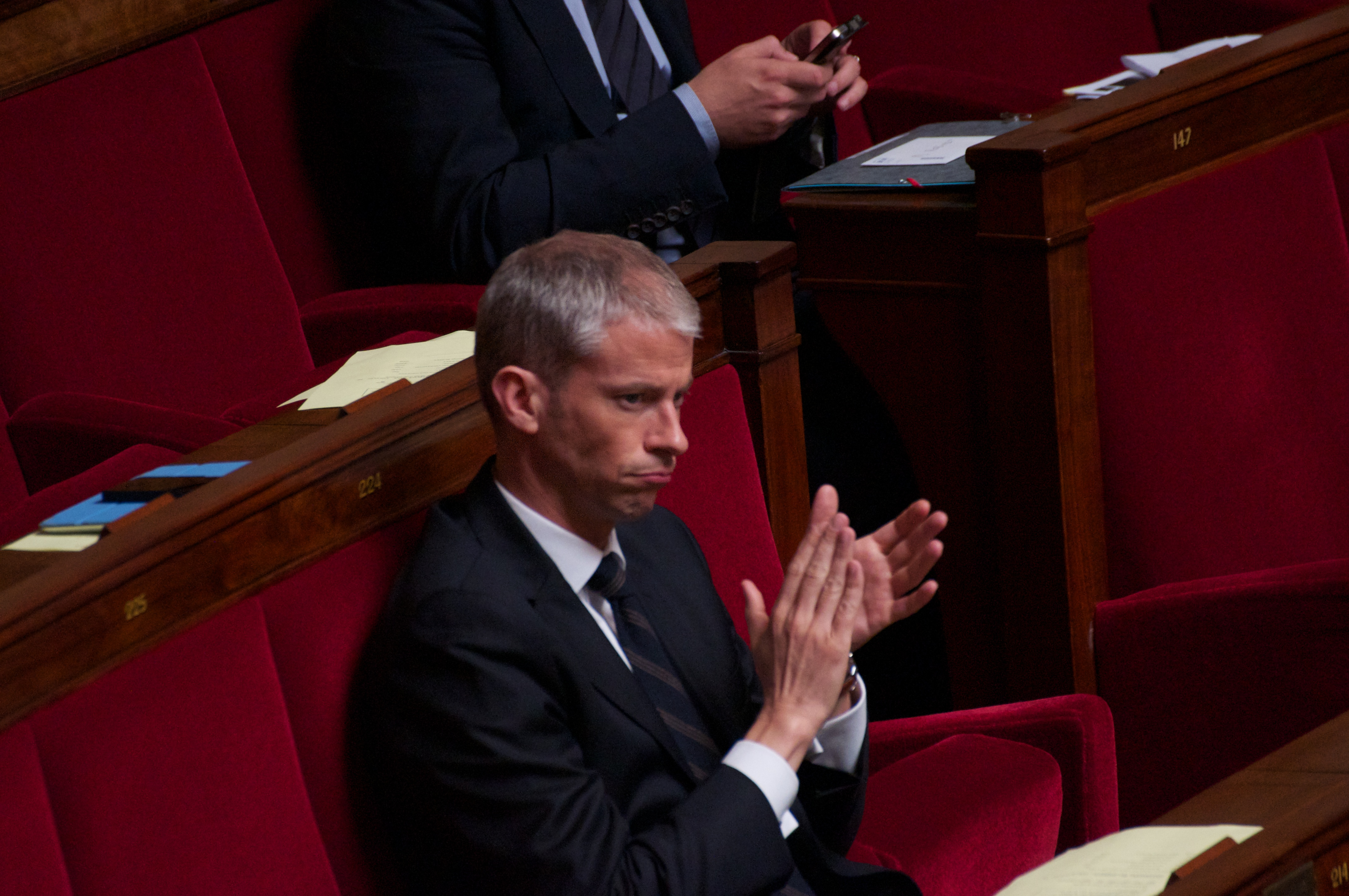
Franck Riester, un des rares députés UMP à avoir voté pour le projet de loi, le 23 avril 2013.

Le texte retourne à l'Assemblée nationale pour une seconde lecture. Le gouvernement a décidé de renvoyer le texte devant l'Assemblée dès le mercredi 17 avril 2013, et non en mai comme c'était prévu, et d'utiliser la procédure du temps législatif programmé, ce qui provoque la colère de l'opposition. Les opposants reprochent également que le Sénat permette au gouvernement de recourir aux ordonnances. La commission des lois de l'Assemblée nationale examine le projet de loi les 15 avril et 16 avril 2013. À l'issue de cet examen, le projet de loi est adopté sans être modifié.
Dès le 17 avril 2013, l'examen du texte (et les 3 429 amendements déposés sur le texte) en séance publique à l'Assemblée nationale débute pour se finir dans la nuit du 18 avril au 19 avril 2013. Le vote sur la totalité du projet de loi, dont le texte est identique à celui transmis par le Sénat, a lieu le 23 avril 2013.
| Groupe | Groupe                                                        | Pour | Contre | Abstention | Votants/Total |
| ------ | ------------------------------------------------------------- | ---- | ------ | ---------- | ------------- |
|        | Groupe socialiste, républicain et citoyen (SRC)               | 281  | 4      | 4          | 289 / 292     |
|        | Groupe écologiste (Écolo)                                     | 17   | 0      | 0          | 17 / 17       |
|        | Groupe Radical, républicain, démocrate et progressiste (RRDP) | 13   | 2      | 0          | 15 / 16       |
|        |                                                               |      |        |            |               |
|        | Groupe Union pour un mouvement populaire (UMP)                | 6    | 183    | 5          | 194 / 196     |
|        | Groupe Union des démocrates et indépendants (UDI)             | 5    | 25     | 0          | 30 / 30       |
|        |                                                               |      |        |            |               |
|        | Groupe Gauche démocrate et républicaine (GDR)                 | 9    | 4      | 1          | 14 / 15       |
|        | Non-inscrits                                                  | 0    | 7      | 0          | 7 / 8         |
|        |                                                               |      |        |            |               |
| Total  | Total                                                         | 331  | 225    | 10         | 566 / 575     |

Chez les députés socialistes, Bernadette Laclais, Jérôme Lambert, Patrick Lebreton et Gabrielle Louis-Carabin ont voté contre, Marie-Françoise Bechtel, Jean-Luc Laurent, Jean-Philippe Mallé et Dominique Potier se sont abstenus. Dans le groupe GDR, Bruno Nestor Azerot, Patrice Carvalho, Alfred Marie-Jeanne et Jean-Philippe Nilor, ont voté contre et Gabriel Serville s'est abstenu. Chez les radicaux, seuls Ary Chalus et Thierry Robert, se sont opposés.
Dans l'opposition, six membres du groupe UMP ont voté en faveur du texte : Benoist Apparu, Franck Riester, Luc Chatel, Alain Chrétien, Marianne Dubois et Henri Guaino. Ces quatre derniers élus ont déclaré s'être trompés de bouton lors du vote. Nicole Ameline, Nathalie Kosciusko-Morizet, Pierre Lellouche, Bruno Le Maire et Édouard Philippe se sont abstenus. Sur les trente députés de l'UDI, cinq ont voté pour le texte — Jean-Louis Borloo, Philippe Gomès, Yves Jégo, Sonia Lagarde et Jean-Christophe Lagarde —, les autres ont voté contre.

#### Validation par le Conseil constitutionnel et promulgation
Le 17 mai 2013, par ailleurs également journée mondiale de lutte contre l'homophobie, le Conseil constitutionnel déclare la loi conforme à la Constitution.
Dans sa décision, le Conseil constitutionnel rejette les arguments des requérants, déclarant notamment que le mariage comme l'union exclusive d'un homme et d'une femme « ne peut […] constituer un principe fondamental reconnu par les lois de la République » et que la loi « n'a ni pour objet, ni pour effet de reconnaître aux couples de personnes de même sexe un « droit à l'enfant ». Il a par ailleurs déclaré que l'« intérêt de l'enfant » en matière d'adoption était une « exigence constitutionnelle », quel que soit le sexe des adoptants.
La loi est promulguée par le président de la République le jour même de la décision du Conseil constitutionnel puis publiée au Journal officiel le lendemain, le 18 mai 2013.

### Teneur de la loi
La loi ouvre le mariage et l'adoption pour tous les couples, qu'ils soient de sexes différents ou de même sexe (article 1).
La nouvelle loi française no 2013-404 du 17 mai 2013 ouvrant le mariage civil aux couples de personnes de même sexe, modifie le Code civil français, en son chapitre Ier (titre V du livre Ier) en ces termes :
- Article 6-1 : « Le mariage et la filiation adoptive emportent les mêmes effets, droits et obligations reconnus par les lois, à l'exclusion de ceux prévus au titre VII du livre Ier du présent code, que les époux ou les parents soient de sexe différent ou de même sexe. » ;
- Article 143 : « Le mariage est contracté par deux personnes de sexe différent ou de même sexe. » ;
- Article 144 : « Le mariage ne peut être contracté avant dix-huit ans révolus. » ;
- Article 146 : « Il n'y a pas de mariage lorsqu'il n'y a point de consentement. » ;
- Article 161 : « En ligne directe, le mariage est prohibé entre tous les ascendants et descendants et les alliés de même ligne. » ;
- Article 162 : « En ligne collatérale, le mariage est prohibé, entre le frère et la sœur, entre frères et entre sœurs. » ;
- Article 163 : « Le mariage est prohibé entre l'oncle et la nièce ou le neveu, et entre la tante et le neveu ou la nièce. » ;
- Article 202-2 : « Le mariage est valablement célébré s'il l'a été conformément aux formalités prévues par la loi de l’État sur le territoire duquel la célébration a eu lieu. »[88].

En France, le droit civil des familles est ainsi modifié: le mariage civil est célébré sur le territoire français, entre deux personnes de sexe opposé ou de même sexe, dès lors que l’un des futurs époux majeur est français ou réside en France.
De plus, les unions départementales des associations familiales ont fait l'objet d'un amendement visant à leur interdire de refuser l'adhésion d'une association familiale telle que définie par le code de l'action sociale et des familles (article 15).
La loi est applicable sur tout le territoire de la République, y compris dans tous les départements et collectivités d'outre-mer (article 22), et notamment les territoires qui avaient choisi de ne pas appliquer le PACS.

### Application

#### Modalités d'application
Une circulaire du 29 mai 2013 présentant la loi est publiée dans le Bulletin officiel du ministère de la Justice le 31 mai. Elle détaille les modalités d'application de la loi pour le mariage entre personnes de même sexe et précise notamment les interactions avec les lois d'autres pays (règle de conflit de lois en matière de mariage et impossibilité de prononcer le mariage dans certains cas, reconnaissance d'un mariage homosexuel contracté en France par des ressortissants étrangers dans leurs pays d’origine, reconnaissance des mariages entre personnes de même sexe célébrés à l’étranger avant l’entrée en vigueur de la loi).
Ainsi, elle précise les « règles de conflit de lois en matière de mariage – impossibilité de prononcer le mariage dans certains cas – reconnaissance d'un mariage homosexuel contracté en France par des ressortissants étrangers dans leurs pays d’origine – reconnaissance des mariages entre personnes de même sexe célébrés à l’étranger avant l’entrée en vigueur de la loi – etc » et informe aussi les maires que par exception, ils ne peuvent pas marier les homosexuels français aux citoyens de onze autres pays : « d’Algérie, de Bosnie-Herzégovine, du Cambodge, du Kosovo, du Laos, du Maroc, du Monténégro, de Pologne, de Serbie, de Slovénie, et de Tunisie ». Cette exception est faite aux ressortissants de 11 pays visés ci-dessus, du fait des accords bilatéraux entre pays qui indiquent que la loi applicable et relative au mariage est celle du pays d’origine.
Toutefois, la Cour de Cassation a rejeté en janvier 2015 l'application de ces accords bilatéraux dans le cas d'un couple comprenant un ressortissant marocain vivant en France, considérant que « la loi du pays étranger ne peut être écartée que si l'une des conditions suivantes est remplie : soit il existe un rattachement du futur époux étranger à la France, soit l'État avec lequel a été conclue la convention, n'autorise pas le mariage entre personnes de même sexe, mais ne le rejette pas de façon universelle. ».

#### Entrée en vigueur

Évolution du nombre de pacs et de mariages civils entre 2008 et 2018 d'après l'Insee.

Le premier mariage entre deux personnes de même sexe enregistré à l'état civil est celui de Dominique Adamski et Francis Dekens, mariés à Mouscron en Belgique le 24 février 2006, qui ont fait retranscrire ce mariage dans leur commune de Cayeux-sur-Mer. Ils avaient déjà été les premiers Français à conclure un PACS le 18 novembre 1999 à Lille.
Le 29 mai 2013, Hélène Mandroux, maire de Montpellier, célèbre le premier mariage entre deux personnes de même sexe en France, unissant Vincent Autin et Bruno Boileau, qui divorceront en novembre 2020.
Le 1er juin 2013, les premiers mariages entre deux femmes ont lieu à Saint-Jean-de-la-Ruelle et à Montpellier.
Fin août 2013, France Inter estime à 596 le nombre de mariages célébrés entre personnes de même sexe lors des trois premiers mois d'application de la loi dans les 50 plus grandes communes françaises, soit environ 1 % des mariages célébrés durant cette période.
Le 18 septembre 2013, le Conseil d'État transmet au Conseil constitutionnel la question prioritaire de constitutionnalité qui lui avait été soumise par un collectif de maires au sujet de l'absence de clause de conscience pour les officiers d'état civil opposés à la célébration de mariages de couples de même sexe,. La question est examinée par le Conseil constitutionnel en audience publique le 8 octobre suivant. Le 18 octobre 2013, le Conseil constitutionnel rend la décision no 2013-353 QPC « considérant qu'en ne permettant pas aux officiers de l'état civil de se prévaloir de leur désaccord avec les dispositions de la loi du 17 mai 2013 pour se soustraire à l'accomplissement des attributions qui leur sont confiées par la loi pour la célébration du mariage, le législateur a entendu assurer l'application de la loi relative au mariage et garantir ainsi le bon fonctionnement et la neutralité du service public de l'état civil ; qu’eu égard aux fonctions de l'officier de l'état civil dans la célébration du mariage, il n'a pas porté atteinte à la liberté de conscience. ».

#### Incident d'application
Le 29 septembre 2015, le tribunal correctionnel de Marseille condamne à cinq mois de prison avec sursis Sabrina Hout, une élue socialiste qui avait usé de stratagèmes pour ne pas avoir à unir un couple de femmes, alors même qu'elle avait célébré les quatre autres mariages prévus le même jour au sein de la mairie des 15e et 16e arrondissements. Le parquet de Marseille estime qu’il s’agit de la première affaire de discrimination, alors que 17 500 mariages entre personnes de même sexe ont été célébrés en France depuis la promulgation de la loi le 17 mai 2013. Trois mois et demi après sa condamnation, Sabrina Hout est réhabilitée en tant qu’adjointe au maire et peut à nouveau prononcer des mariages. Un journal local ironise: « tous les mariages ? ».

#### Statistiques
Entre juin et décembre 2013, 7 367 mariages (sur un total de 238 592 en 2013) ont été célébrés entre des personnes de même sexe, dont 3 060 entre femmes et 4 307 entre hommes. Au cours de l'année 2014, on dénombre 10 522 mariages entre personnes de même sexe (4 856 entre femmes et 5 666 entre hommes) sur un total de 241 292 mariages, soit 4,36 % des mariages célébrés à la même période. Pour 2015, les données provisoires de l'Insee sont d'environ 8 000 mariages entre personnes de même sexe sur un total de 239 000, soit 3,3 %,.
| Type de mariage                            | 2012    | 2013    | 2014    | 2015    | 2016    | 2017    | 2018    |
| ------------------------------------------ | ------- | ------- | ------- | ------- | ------- | ------- | ------- |
| Ensemble des mariages                      | 245 930 | 238 592 | 241 292 | 236 316 | 232 725 | 233 900 | 235 000 |
| Mariages entre personnes de sexe différent | 245 930 | 231 225 | 230 770 | 228 565 | 225 612 | 227 000 | 229 000 |
| Mariages homosexuels                       | 0       | 7 367   | 10 522  | 7 751   | 7 113   | 7 000   | 6 000   |
| dont entre femmes                          | 0       | 3 060   | 4 856   | n.d.    | n.d.    | n.d.    | n.d     |
| dont entre hommes                          | 0       | 4 307   | 5 666   | n.d.    | n.d.    | n.d.    | n.d     |
| Part des mariages homosexuels              | 0,00 %  | 3,09 %  | 4,36 %  | 3,28 %  | 3,06 %  | 2,99%   | 2,55%   |

#### Débats connexes

##### Procréation médicalement assistée pour les couples de femmes
La procréation médicalement assistée (PMA) est ouverte en France aux couples hétérosexuels stériles depuis 1994. La condition médicale de stérilité serait annulée si la PMA était ouverte aux couples de lesbiennes, ce que le gouvernement n'a pas prévu en déposant son projet de loi.
En décembre 2012, les députés socialistes prévoient de déposer un amendement autorisant la PMA pour les couples de femmes, le président de la République ayant laissé entendre qu'il ne s'y opposerait pas. Finalement, en janvier 2013, ils annoncent qu'ils ne déposeront pas d’amendement pour inclure la procréation médicalement assistée (PMA) dans le projet de loi sur le mariage homosexuel, acceptant qu'elle soit ajoutée à un autre projet de loi sur la famille, en mars 2013.
Dans un avis de novembre 2005, le Comité consultatif national d'éthique (CCNE) s'est prononcé contre l'ouverture de la PMA aux couples homosexuels, au motif que « la PMA a toujours été destinée à résoudre un problème de stérilité d'origine médicale et non à venir en aide à une préférence sexuelle ou à un choix de vie sexuelle » et précise que « l'ouverture de la PMA à l'homoparentalité ou aux personnes seules ouvrirait de fait ce recours à toute personne qui en exprimerait le désir et constituerait peut-être alors un excès de l'intérêt individuel sur l'intérêt collectif. La médecine serait simplement convoquée pour satisfaire un droit individuel à l'enfant. » Dans ce même avis, le CCNE s'était en revanche prononcé pour l'adoption par les couples homosexuels.
Le 24 janvier 2013, le CCNE s'auto-saisit de la question de la PMA, avant que François Hollande n'annonce le 25 janvier son intention de le consulter sur le sujet et que Jean-Marc Ayrault n'annonce le 3 février 2013 vouloir attendre l'avis des membres du comité, avant d'engager l'examen d'un texte sur l'ouverture de la procréation médicalement assistée (PMA) aux couples d'homosexuelles, qui n'aurait donc plus lieu en mars mais sans doute à l'automne 2013.
Sur l'opportunité d'ouvrir la procréation médicalement assistée (PMA) aux couples de femmes, François Hollande s'est prononcé pour (« Oui à la PMA, non à la GPA », dit-il au magazine Têtu en avril 2012) avant de déclarer « Si j'y avais été favorable, je l'aurais intégrée dans le projet de loi », déclare-t-il le 12 décembre 2012).

##### Gestation pour autrui
La philosophe Élisabeth Badinter plaide en faveur de la gestation pour autrui (GPA), lors de son audition à l'Assemblée nationale, le 14 décembre 2012. En marge d'une manifestation parisienne pour l'ouverture du mariage aux couples homosexuels, le 16 décembre 2012, Pierre Bergé exprime son désir d'ouvrir le débat sur le sujet de la GPA, et assimile « une femme qui louerait son ventre » à « un ouvrier qui loue ses bras », ce qui provoque de vives réactions.
Interdite en France pour tous les couples, la GPA est fortement critiquée, notamment par le mouvement féministe pour qui il ne s'agit pas d'« une forme de procréation médicalement assistée » mais d'« une industrie de « location des ventres » qui « donne la possibilité aux hommes de disposer du corps des femmes ». Le Parti socialiste est également favorable au maintien de son interdiction, et aucun amendement en faveur de l'autorisation de la GPA n'est prévu.
Au moment où l'Assemblée nationale commence l'examen du projet de loi sur le « mariage pour tous », est publiée une circulaire du Ministère de la Justice, datée du 25 janvier 2013, demandant aux greffiers des tribunaux d'instance de « ne plus refuser la délivrance de certificats de nationalité française au seul motif qu'ils concernent des enfants nés de mère porteuse à l'étranger ». François Hollande tente d'apaiser le débat, dans une lettre adressée à Christian Jacob, président du groupe UMP à l'Assemblée nationale, lettre dans laquelle il dit s'opposer « fermement à la gestation pour autrui ».

##### Alliance civile en mairie
Alors que son parti s'est officiellement prononcé contre le mariage et l'adoption pour les couples homosexuels et a appelé le gouvernement à organiser un grand débat sur le sujet, lors d'états généraux de la famille, le député Daniel Fasquelle (UMP), rejoint par plusieurs de ses collègues et, plus tard, par Axel Poniatowski et Nathalie Kosciusko-Morizet, propose une « alliance civile en mairie » donnant aux couples homosexuels « les mêmes droits économiques et fiscaux que les couples hétérosexuels », mais pas l'adoption et la procréation médicalement assistée,,. Cette idée avait été avancée par Nicolas Sarkozy en 2007, avant d'être abandonnée, car des juristes estimaient anticonstitutionnel de réserver une telle union civile aux seuls homosexuels, comme le souhaitait le Président.

##### Critique générale du mariage
L'écrivain Benoît Duteurtre oppose le conformisme bourgeois, qui trouve application dans le mariage, au caractère « sulfureux » de certains homosexuels. Il publie en 2004 une tribune dans Libération intitulée « Noce gay pour petits-bourgeois », dans laquelle il conteste l'intérêt et la cohérence de cette revendication. En 2012, il reprend les mêmes arguments dans un article intitulé « Pourquoi les hétéros veulent-ils marier les homos ? ». Il publie en janvier 2013 dans Marianne un nouvel article approfondissant ces arguments.

## Opinion publique et prises de position

### Sondages
Alors qu'en droit français, le droit au mariage implique automatiquement le droit à l'adoption conjointe, des sondages sont effectués en séparant les deux questions :

#### Mariage des couples homosexuels
| Source              | Date de réalisation | Panel  | NSP  | Pour | Contre |
| ------------------- | ------------------- | ------ | ---- | ---- | ------ |
| BVA                 | 2000                |        | 2 %  | 48 % | 50 %   |
| BVA                 | 2004                |        | 4 %  | 50 % | 46 %   |
| CSA                 | 2004                |        | 4 %  | 50 % | 46 %   |
| BVA                 | 2006                |        | 2 %  | 60 % | 38 %   |
| BVA                 | décembre 2011       | 971    | 4 %  | 63 % | 33 %   |
| Ifop                | août 2012           | 2 000  |      | 65 % | 35 %   |
| Ifop                | octobre 2012        | 988    |      | 61 % | 39 %   |
| BVA                 | novembre 2012       | 1 021  | 1 %  | 58 % | 41 %   |
| CSA                 | décembre 2012       | 1 005  | 5 %  | 54 % | 41 %   |
| Ifop                | décembre 2012       | 1 005  |      | 60 % | 40 %   |
| Ifop                | janvier 2013        | 1 005  |      | 60 % | 40 %   |
| Opinionway          | janvier 2013        | 981    |      | 57 % | 43 %   |
| Ifop                | janvier 2013        | 1 026  |      | 63 % | 37 %   |
| Ifop                | février 2013        | 959    |      | 66 % | 34 %   |
| BVA                 | avril 2013          | 1 219  | 1 %  | 58 % | 41 %   |
| BVA                 | février 2014        | 994    | 1 %  | 61 % | 38 %   |
| BVA                 | avril 2014          | 987    | 3 %  | 55 % | 42 %   |
| Ifop                | novembre 2014       | 1 009  |      | 68 % | 32 %   |
| BVA                 | 27 juin 2015        | 1 102  | 2 %  | 67 % | 31 %   |
| Pew Research Center | 2017                |        | 4 %  | 73 % | 23 %   |
| Eurobaromètre       | 2019                |        | 6 %  | 79 % | 15 %   |
| Ipsos               | avril 2021          | ≈1 000 | 19 % | 59 % | 22 %   |

Note : pour des échantillons de près de 1 000 personnes et un seuil de confiance de 95 % (comme c'est le cas de la majorité des sondages du tableau), la marge d'erreur est de près de 3 % quand les pourcentages « pour » et « contre » se répartissent à 40-60 % ou 50-50 %.

#### Adoption par des couples homosexuels
| Source     | Date de réalisation | Panel  | NSP  | Pour | Contre |
| ---------- | ------------------- | ------ | ---- | ---- | ------ |
| BVA        | 1998                |        | 2 %  | 28 % | 68 %   |
| BVA        | 2002                |        | 8 %  | 41 % | 51 %   |
| CSA        | 2004                |        | 2 %  | 33 % | 65 %   |
| BVA        | 2006                |        | 2 %  | 48 % | 50 %   |
| BVA        | décembre 2011       | 971    | 4 %  | 56 % | 40 %   |
| Ifop       | août 2012           | 2 000  |      | 53 % | 47 %   |
| Ifop       | octobre 2012        | 988    |      | 48 % | 52 %   |
| BVA        | novembre 2012       | 1 021  | 3 %  | 50 % | 47 %   |
| CSA        | décembre 2012       | 1 005  | 4 %  | 48 % | 48 %   |
| Ifop       | décembre 2012       | 1 005  |      | 46 % | 54 %   |
| Ifop       | janvier 2013        | 1 005  |      | 46 % | 54 %   |
| Opinionway | janvier 2013        | 981    |      | 45 % | 55 %   |
| Ifop       | janvier 2013        | 1 026  |      | 49 % | 51 %   |
| Ifop       | février 2013        | 959    |      | 47 % | 53 %   |
| BVA        | avril 2013          | 1 219  | 2 %  | 45 % | 53 %   |
| BVA        | février 2014        | 994    | 1 %  | 50 % | 49 %   |
| BVA        | avril 2014          | 987    | 2 %  | 48 % | 48 %   |
| Ifop       | novembre 2014       | 1 009  |      | 53 % | 47 %   |
| BVA        | 27 juin 2015        | 1 102  | 2 %  | 57 % | 41 %   |
| Ipsos      | avril 2021          | ≈1 000 | 10 % | 62 % | 29 %   |

Note : pour des échantillons de près de 1 000 personnes et un seuil de confiance de 95 % (comme c'est le cas de la majorité des sondages du tableau), la marge d'erreur est de près de 3 % quand les pourcentages « pour » et « contre » se répartissent à 40-60 % ou 50-50 %.

#### Autres sondages
Un sondage, commandé à l'Ifop par l'association « Les adoptés », réalisé les 27 et 28 septembre 2012, analyse la hiérarchie de l'importance entre deux propositions de « principe à garantir prioritairement dans la perspective de l’élargissement des droits des couples de même sexe » : 63 % des répondants déclarent qu'« il faut que les enfants adoptés puissent avoir un père et une mère » contre 34 % qui déclarent que « il faut que les couples homosexuels puissent adopter des enfants ».
Dans un sondage réalisé par l'Ifop, du 18 au 20 décembre 2012, 69 % des personnes interrogées estiment que les Français « doivent être appelés à décider par référendum » sur le projet de loi autorisant le mariage homosexuel avec droit d'adopter des enfants.
Dans un sondage de février 2013 commandé à l'Ifop par Alliance VITA – association elle-même opposée au mariage des couples de même sexe – 39 % des personnes interrogées sont favorables « au droit au mariage pour des personnes de même sexe, assorti du droit d’adopter », 36 % « à une union civile, qui accorderait davantage de droits que le PACS mais sans pour autant permettre le droit à l’adoption » et 21 % « à aucun de ces projets ».
Dans un autre sondage, datant du 12 avril 2013 sur « Les Français et la politique de François Hollande », 55 % des personnes interrogées se déclarent défavorables à « L’instauration du droit au mariage et à l’adoption pour les couples homosexuels » parmi les « mesures, décisions ou projets initiés par François Hollande ».
Dans un sondage commandé à l'Ifop par le journal Metro réalisé entre le 26 et 27 avril 2013 (soit juste après le vote de la loi) auprès d'un échantillon de 961 personnes représentatives de la population française âgées de 18 ans ou plus, 53 % des sondés se déclarent favorables « à la loi permettant aux couples de même sexe de se marier et d’adopter des enfants » contre 47 % opposés. Ils étaient 51 % à y être favorables et 49 % opposés entre le 23 et 25 avril 2013. Dans le même sondage, 67 % des sondés se déclarent hostiles à la poursuite des manifestations contre le projet de loi ouvrant le mariage aux couples de même sexe contre 33 % qui s'y annoncent favorables.
En décembre 2013, sept mois après la promulgation du texte de loi autorisant le mariage homosexuel, un sondage de BVA pour Le Parisien indique que 48 % des sondés sont favorables « à l’instauration du droit au mariage et à l’adoption pour les couples homosexuels » et 50 % défavorables, soit des proportions assez comparables à celles enregistrées au moment du débat sur la loi. Le clivage politique est également très marqué, avec 81 % des sympathisants de gauche interrogés qui approuvent la mesure et 78 % des sympathisants de droite qui la désapprouvent.
En septembre 2014, selon un sondage Odoxa pour i-Télé, 73 % des sondés, dont 56 % des sympathisants UMP, ne souhaitent pas que la droite supprime le mariage homosexuel si elle revenait au pouvoir.
En septembre 2015, un sondage Ifop commandé pour l’Avenir Pour Tous, le mouvement fondé par Frigide Barjot, montre 54 % des sondés opposés à la loi en vigueur et à la reconnaissance des enfants nés par GPA à l'étranger et par insémination artificielle et adoptés par des couples homosexuels. Le sondage est cependant considéré comme orienté par certains médias, notamment car la GPA et l'insémination artificielle ne font pas partie de la loi ouvrant le mariage et l'adoption aux couples homosexuels,.

### Partisans

#### Partis et hommes politiques

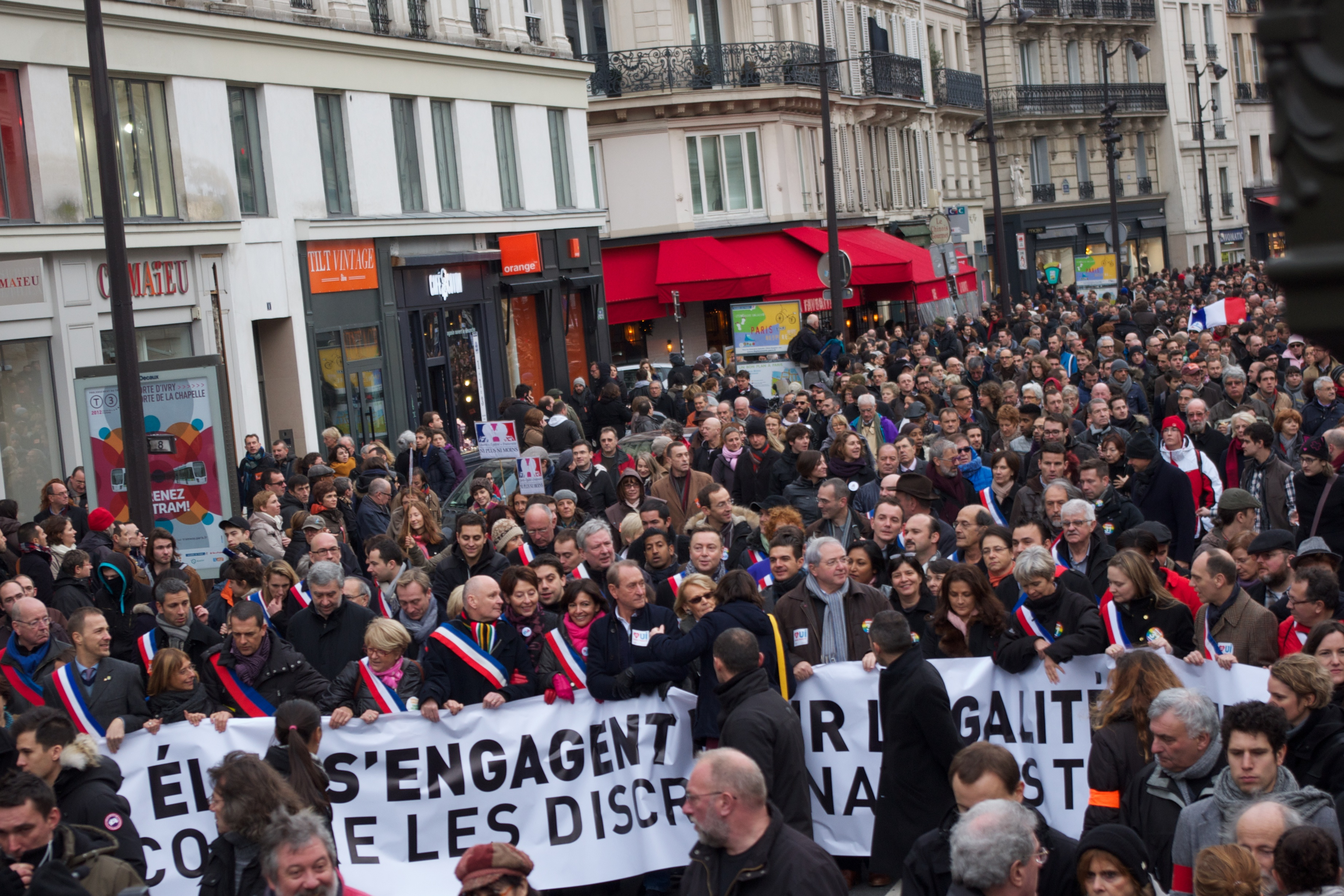
Élus à la manifestation en faveur du projet de loi ouvrant le mariage aux couples de même sexe, Paris, 16 décembre 2012.

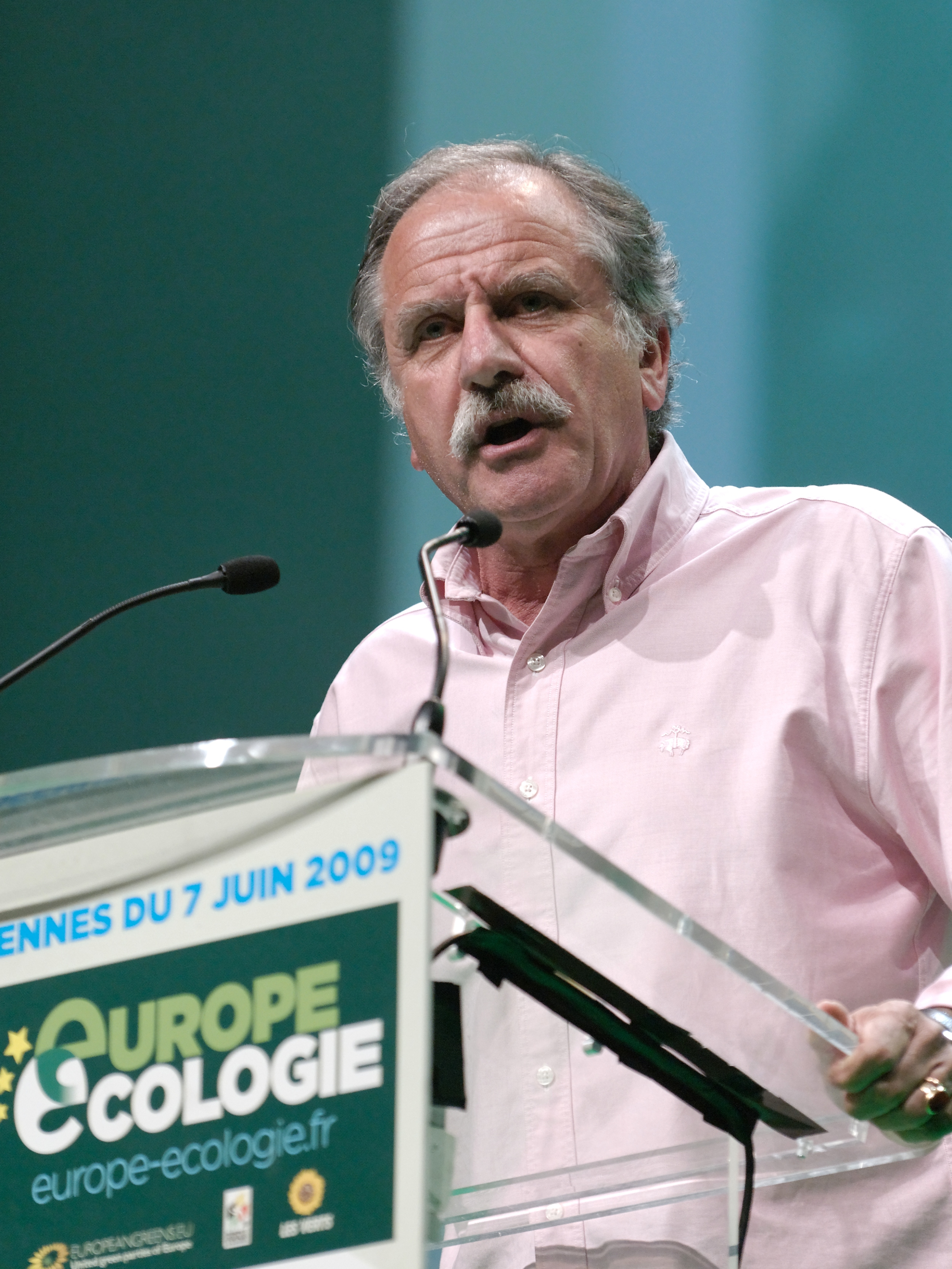
Noël Mamère a marié deux hommes en 2004 mais ce mariage a été annulé par la justice.

Dès 2002, le Parti socialiste se déclare favorable à l'égalité des droits sur les questions du mariage civil et de la reconnaissance de la filiation. Lors de l'élection présidentielle de 2012, puis des législatives, la légalisation du mariage et de l'adoption pour les couples homosexuels fait partie du projet du Parti socialiste, et constitue l'engagement no 31 de François Hollande. La plupart des autres partis situés à gauche sont également favorables au mariage homosexuel : EELV (qui le revendique dès 2003), le Parti radical de gauche (qui l'inscrit dans son programme « La Gauche moderne » dès 2005), le Front de gauche (qui l'inscrit dans son programme « L'Humain d'abord »), le Nouveau Parti anticapitaliste et Lutte ouvrière.
Les partis de droite sont généralement opposés au mariage homosexuel, mais quelques personnalités de droite y sont favorables,, comme Roselyne Bachelot, Franck Riester, Franck Louvrier, Benoist Apparu, Dominique de Villepin, Monique Pelletier ou encore Valéry Giscard d'Estaing.
Au sein de l'UDI, un collectif composé notamment d'Yves Jégo, Chantal Jouanno, Jean-Christophe Lagarde et Rama Yade signe le 2 février 2013 un article publié par Le Monde, intitulé « Disons oui au mariage gay ! Suivre les évolutions sociales ».
Nicolas Bays, député socialiste, hétérosexuel, est l'auteur d'un baiser de solidarité échangé avec un autre élu, Yann Galut, lors de la manifestation en faveur du « mariage pour tous » du 27 janvier 2013. Lorsqu'il monte le 30 janvier à la tribune de l’Assemblée, c’est pour rappeler que l’égalité des droits « n’est pas qu'affaire de symboles » : « L'égalité ne se négocie pas. L'égalité ne s'ajuste pas. L'égalité des droits est la condition première aujourd'hui de la lutte contre l'homophobie. C'est le droit de vivre dans la dignité que nous donnons aujourd'hui à des centaines de milliers d'homosexuels maintenant et pour les prochaines générations, ici et au regard du monde entier, où tant d'homosexuels sont encore emprisonnés, torturés, tués » .

#### Société civile

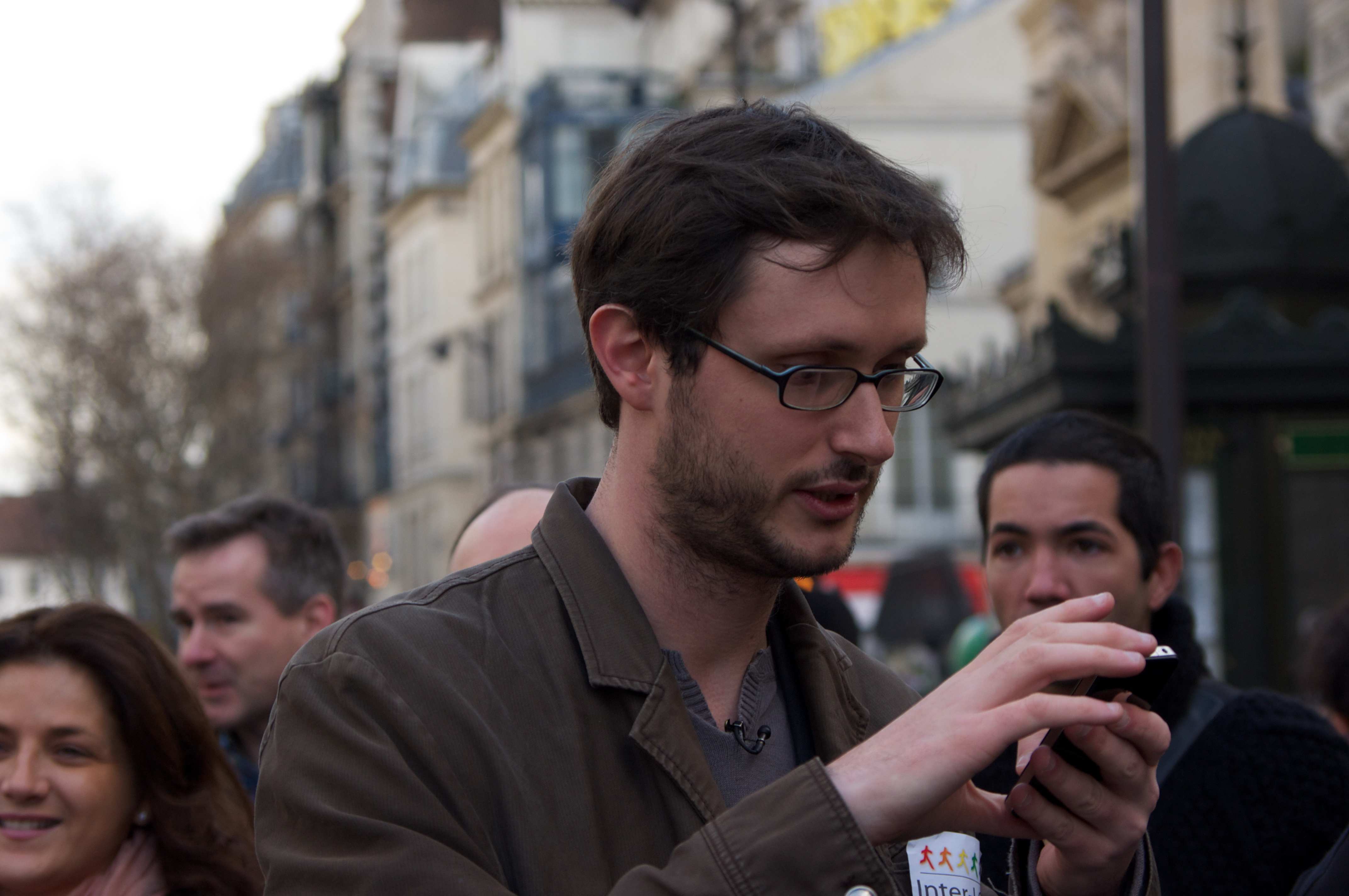
Nicolas Gougain, porte-parole de l'Inter-LGBT.

Plusieurs associations LGBT et féministes soutiennent le mariage pour les couples de même sexe (SOS homophobie, Act Up-Paris, l'Inter-LGBT, le Planning familial, Osez le féminisme !.
Les associations LGBT appellent à manifester les 15 et 16 décembre 2012 en soutien au projet de loi. L'appel est soutenu par les partis de gauche et des syndicats. 60 000 personnes selon la police, 150 000 selon les organisateurs, défilent à Paris et entre 7 800 et 20 000 à Marseille, Lyon, Nantes et Lille et l'association GayLib proche, jusqu'en janvier 2013, de l'UMP).
Deux nouvelles manifestations sont organisées, une à Lyon le 26 janvier 2013 (11 000 personnes selon la police, 20 000 selon les organisateurs) et une autre à Paris, le 27 janvier 2013, pour laquelle le Premier ministre Jean-Marc Ayrault espère « une forte mobilisation ». Lors de ce rassemblement, 125 000 personnes défilent selon le décompte de la police. Les organisateurs revendiquent 400 000 manifestants à Paris et 500 000 sur l'ensemble du week-end.
Plusieurs associations antiracistes ou de défense des droits de l'homme y sont également favorables (Amnesty International, la Ligue des droits de l'homme, le MRAP ou encore SOS Racisme) tout comme des associations familiales, de parents d'élèves ou d'éducation populaire et de jeunesse (Union des familles laïques, FCPE et Ligue de l'enseignement).
Enfin plusieurs syndicats se prononcent également en faveur de l'ouverture du mariage aux homosexuels (CGT, CFDT, l'UNSA, le SNES et la FSU, l'UNEF ou encore l'Union nationale lycéenne).
Le banquier d'affaires Philippe Villin, qui a été vice-président directeur général du Figaro, est favorable à l'ouverture du mariage, de l'adoption, de la procréation médicalement assistée (PMA) et de la gestation pour autrui (GPA) aux couples homosexuels.
Éric Walter, secrétaire général de la Hadopi, est favorable au « mariage pour tous » et estime, contrairement à Jean-Pierre Rosenczveig, que l'ouverture de l’adoption aux couples homosexuels n’atteint pas les droits de l’enfant.
En réponse à la lettre ouverte des 170 juristes, quatre enseignants-chercheurs de l'Université Paris Ouest Nanterre La Défense (Éric Millard, Pierre Brunet, Stéphanie Hennette-Vauchez et Véronique Champeil-Desplats) procèdent à une remise en cause théorique et épistémologique de l'opposition exprimée par leurs collègues à qui ils reprochent de n'avancer aucun argument juridique. Selon les auteurs nanterrois, ni la nature du savoir juridique, ni l'état du droit positif n'autorisent les juristes à prendre position « en tant que juristes » et « au nom du droit » sur « l'admissibilité juridique » de l'ouverture du mariage aux personnes de même sexe. Éric Millard, Pierre Brunet, Stéphanie Hennette-Vauchez et Véronique Champeil-Desplats dénoncent ainsi les « méthodes fallacieuses » de leurs collègues, qui mettent en avant leur qualité de juristes savants pour « faire profession [...] de moraliste ».

#### Presse et associations religieuses
- Le journal chrétien Témoignage chrétien s'est déclaré tout à fait favorable au mariage pour tous les couples.
- Association musulmane Homosexuels musulmans de France, fondée en 2010[193].
- Association chrétienne œcuménique David et Jonathan, fondée en 1983[194].
- Association juive Beit Haverim, fondée en 1977[195].
- Le journaliste Christophe Barbier, directeur de la rédaction de L'Express, dit « oui » au mariage et à l'adoption pour les couples homosexuels et « oui » à la procréation médicalement assistée et à la gestation pour autrui. Il estime que la question du mariage homosexuel est l'une des questions qui « ne se tranchent qu'en conscience » et qui « ne supportent ni conseil, ni consigne »[196].
- Le magazine Le Nouvel Observateur se déclare favorable au mariage homosexuel et lance un manifeste intitulé « Au mariage pour tous, nous disons oui »[197].

#### Institutions
- La Commission nationale consultative des droits de l'homme (CNCDH) se prononce pour le projet de loi, jugeant que « tant l'ouverture du mariage aux couples de personnes de même sexe que l’accession à la filiation adoptive procèdent d'une lutte contre les discriminations et marquent une avancée en matière d'égalité et de reconnaissance sociale des personnes homosexuelles et des couples de personnes de même sexe. »[198].

#### Célébrités, milieux artistiques, sportifs et télévision
- Plus de 250 artistes et animateurs de télévision, dont Michel Sardou[199], s'engagent en faveur du mariage et de l'adoption pour les couples homosexuels[200],[201],[202].
- Des célébrités comme Jenifer, Emmanuel Moire, Lorie Pester ou Marianne James, sont favorables au « mariage pour tous » et se font photographier avec une pancarte sur laquelle est écrit : « Mariage, adoption, filiation et PMA… Oui à l'égalité. Stop à l'homophobie »[203]. D'autres comme Sylvie Vartan, Geneviève de Fontenay ou Catherine Lara y sont opposés et d'autres nuancent leurs propos comme Dave, Karl Lagerfeld ou Laurent Ruquier[204].
- À l'image du Baiser de Marseille, la chanteuse Shy'm manifeste son soutien la veille de la manifestation du 27 janvier 2013 en embrassant l'une de ses danseuses, en direct sur TF1 lors des NRJ Music Awards, à la fin de sa chanson Et alors ?, puis est suivie par les humoristes Élie Semoun et Kev Adams[205].
- Au théâtre du Rond-Point, une soirée est organisée le 27 janvier 2013, à l'initiative de Pierre Bergé et animée par Laurence Ferrari. Parmi les personnalités : Olivier Poivre d'Arvor, Jack Lang, Jean-Michel Ribes, Cyril Hanouna, Xavier Niel, Delphine Arnault, Guillaume Durand, Emma de Caunes, Mathieu Boogaerts. Manuel Valls y a lu un texte de la présidente argentine, Cristina Kirchner. Louis Schweitzer ou Caroline Fourest ou encore Jean-Pierre Mignard de Témoignage chrétien font partie des autres têtes d'affiche, comme Bernard-Henri Lévy[206].
- L'ancien footballeur Lilian Thuram estime que refuser le mariage pour tous « c'est être homophobe » et « c'est comme le refus de l'égalité entre les Noirs et les Blancs »[207].

### Positions nuancées ou ayant évolué
- En 1998, lors des débats sur le PACS, Élisabeth Guigou, alors garde des Sceaux, déclare qu'« il n'est pas question […] que deux personnes physiques du même sexe […] puissent se marier »[208]. Elle s'exprime contre l'adoption par les couples homosexuels[209] et défend la famille comme « l’articulation et l’institutionnalisation de la différence des sexes »[210], dans un long discours très argumenté[211]. En 2012, Élisabeth Guigou annonce avoir « évolué » et qu'« il n'est pas possible de refuser une égalité des droits »[208].
- En 2004, plusieurs personnalités du Parti socialiste expriment des réserves de fond et réclament du temps pour débattre de l'adoption et de la parentalité : par exemple, Lionel Jospin, Ségolène Royal qui se dit « réservée » sur le sujet, Élisabeth Guigou et Arnaud Montebourg[212]. Jean-Marc Ayrault, en tant que président du groupe PS à l'Assemblée nationale se montre opposé à « légiférer dans la précipitation et sous l'influence médiatique » au sujet du droit familial et des rapports entre parents et enfants[213].
- En 2007, Ségolène Royal, qui affirmait en 2006 que « la famille, c’est un père et une mère »[209], intègre finalement la proposition de légalisation du mariage homosexuel dans son programme pour l'élection présidentielle de 2007[214].
- Au sein du Mouvement démocrate, les positions sont diverses. Certains, comme Jean-Luc Bennahmias, sont favorables au mariage et à l'adoption[215], tandis que d'autres sont hostiles à toute réforme. Quant à François Bayrou, il se prononce en faveur d'une union civile ouverte à tous et offrant les mêmes droits que le mariage, mais portant un autre nom. Il est également favorable aux adoptions simples pour les couples de même sexe, ainsi qu'à la reconnaissance du second parent dans le cas des adoptions par les couples homosexuels[216]. À la suite de la manifestation du 13 janvier des opposants au mariage homosexuel, il demande à François Hollande « d'entendre les Français »[217].
- Au sein de l'UDI, les opinions sont variées. Ainsi, par exemple, Jean-Christophe Lagarde, président de Force européenne démocrate[218], et Chantal Jouanno[219] sont favorables au mariage homosexuel, François Sauvadet demande un grand débat national et Nassimah Dindar n'y est pas favorable du tout[220]. Le président du parti, Jean-Louis Borloo, lui-même favorable[221], a indiqué que les députés de son groupe bénéficieraient d'une liberté de vote sur la question[222].
- Le philosophe Alain Finkielkraut approuve le grand rabbin Gilles Bernheim quand il écrit : « Le mariage n'est pas uniquement la reconnaissance d'un amour, c'est une institution qui articule l'alliance de l'homme et de la femme avec la succession des générations », mais comprend les couples homosexuels qui aspirent à la reconnaissance publique de leur union. Il demande « un peu d'humilité et de prudence car il s'agit de changer de modèle anthropologique, ce qui n'est pas rien » et plaide « pour qu'on cesse d'user à tort et à travers des mots qui se terminent par « phobe » »[223].
- Le président du tribunal pour enfants de Bobigny, Jean-Pierre Rosenczveig, « ne voit pas d’inconvénient à ouvrir « le mariage à l’ancienne devant Monsieur le maire » aux homosexuels », mais estime, contrairement à Éric Walter[191], que « le droit à l’enfant, par l’adoption ou par les procréations assistées, est au cœur du débat posé par le mariage homosexuel » et que le droit de l’enfant prime sur celui des adultes homosexuels[190].
- Alain Juppé se dit favorable au mariage homosexuel en juin 2011[224], mais se dit opposé, en septembre 2012, à l'ouverture de l'adoption aux couples de même sexe, puis souhaite un référendum sur le sujet, en janvier 2013, et pense que si l'amendement autorisant la procréation médicalement assistée (PMA) aux couples de femmes devait être adopté, « tous ces bouleversements constitueraient une véritable révolution anthropologique dont les conséquences à long terme sont incalculables »[225].
- L'ancien Premier ministre Michel Rocard est favorable au « mariage pour tous », mais « plus résigné qu’emballé », et hostile à l'ouverture de l'adoption aux couples de même sexe[226]. Il dénonce l'homophobie de certains mais pense que la communauté homosexuelle « est passée de la quête du raisonnable, d'une reconnaissance qu'elle était en train de gagner », à une revendication de symboles « qui appartiennent objectivement aux hétéros à raison de ce qu'ils sont » et craint à cause de cela « une aggravation de l'antagonisme entre les deux façons d'être »[227].
- Charles Consigny, ancien conseiller en communication de Christine Boutin[228],[229],[230], publie une tribune favorable au mariage gay[231].
- Nicolas Sarkozy y serait « favorable » en privé[232],[189],[233], même s'il s'est prononcé à plusieurs reprises contre le mariage civil homosexuel, lui préférant « un contrat d'union civile »[234].
- François Hollande lui-même aurait une position nuancée en privé selon Le Parisien[235].

### Opposants

#### Partis politiques

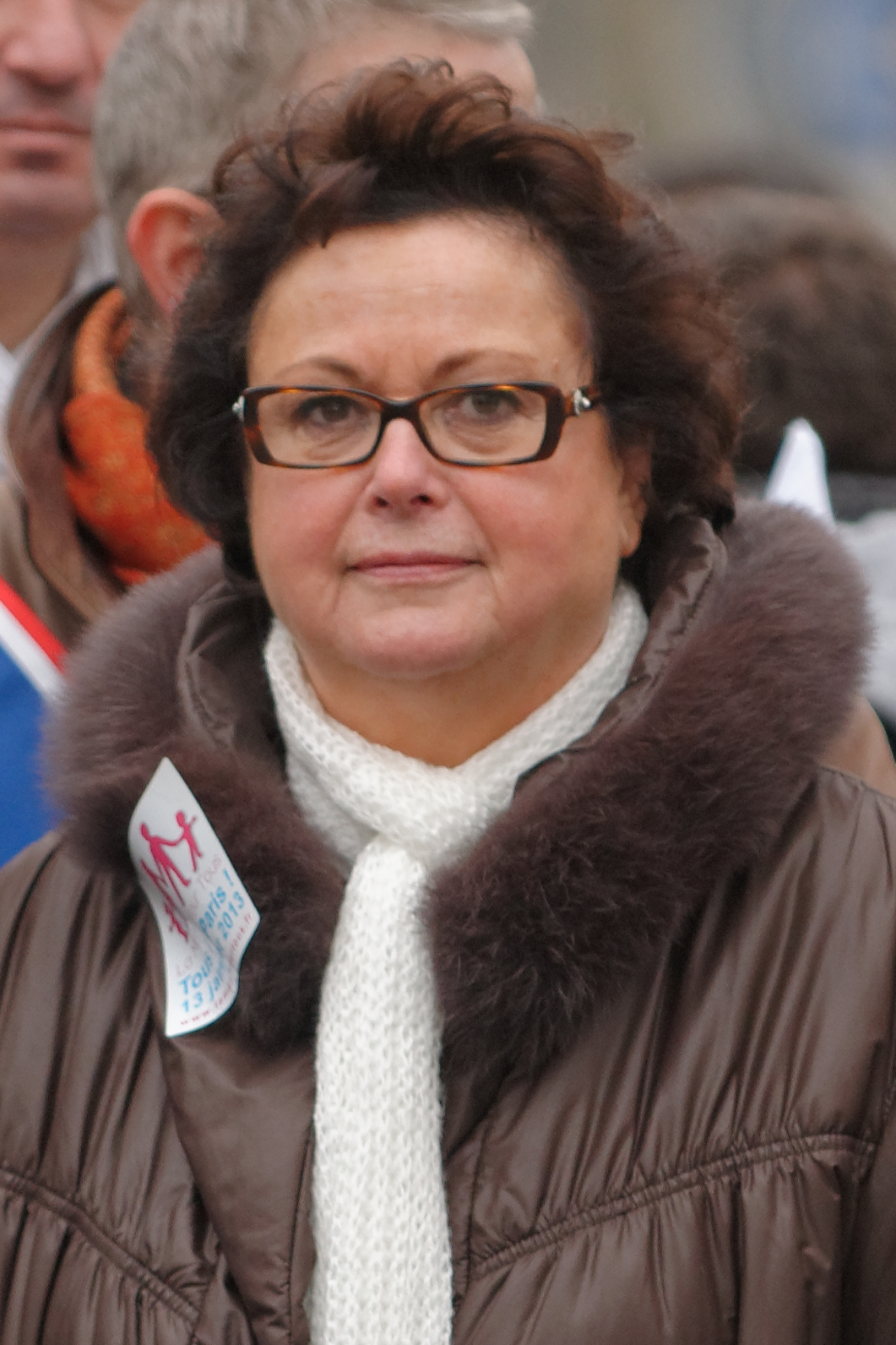
Christine Boutin à la manifestation contre le projet de loi ouvrant le mariage aux couples de même sexe à Paris le 13 janvier 2013.

- L'UMP est opposée au mariage homosexuel. Une majorité de ses membres se sont déclarés opposés à la réforme, à l'image de François Fillon[236], Jean-François Copé[237], Christine Boutin[238], Henri Guaino[239], Bernard Debré[240], Hervé Mariton[241], Xavier Bertrand[242], Catherine Vautrin[243] ou encore David Douillet[244].
- 20 des 21 députés du Nouveau Centre votent contre la proposition de loi visant à ouvrir le mariage aux couples de même sexe en 2001.
- Le Front national est opposé au mariage homosexuel[245] et Marine Le Pen en appelle au « principe de précaution »[246].
- Le Parti chrétien-démocrate, fondé et présidé par Christine Boutin s'oppose au mariage homosexuel, au PACS et à l'adoption par les couples homosexuels[247].
- Le Mouvement pour la France est opposé au mariage homosexuel ainsi qu'au PACS, et a fait de ce sujet l'un de ses principaux thèmes de campagne[248].
- Au sein du Parti socialiste, alors que le 7 novembre 2012 est adopté en conseil des ministres un projet de loi « ouvrant le mariage aux couples de personnes de même sexe », quelques membres expriment toujours des réserves personnelles, comme Bernadette Laclais, député-maire de Chambéry[249], Gérard Collomb[250], Lionel Jospin[251] et certains catholiques du parti, entre doutes et réticences[252].
- Certains écologistes s'opposent au projet de « mariage pour tous », comme Thierry Jaccaud, rédacteur en chef du magazine L'Écologiste, qui estime que si ce projet de loi était adopté « ce serait une négation sidérante de la nature »[253]. À propos de la procréation médicalement assistée, Alain Gras, chroniqueur au journal La Décroissance, déclare qu'« on ne peut pas être contre la fuite en avant technologique quand il s'agit des prouesses des nanotechnologies et pour quand il s'agit de faire des enfants »[254],[255].

#### Associations

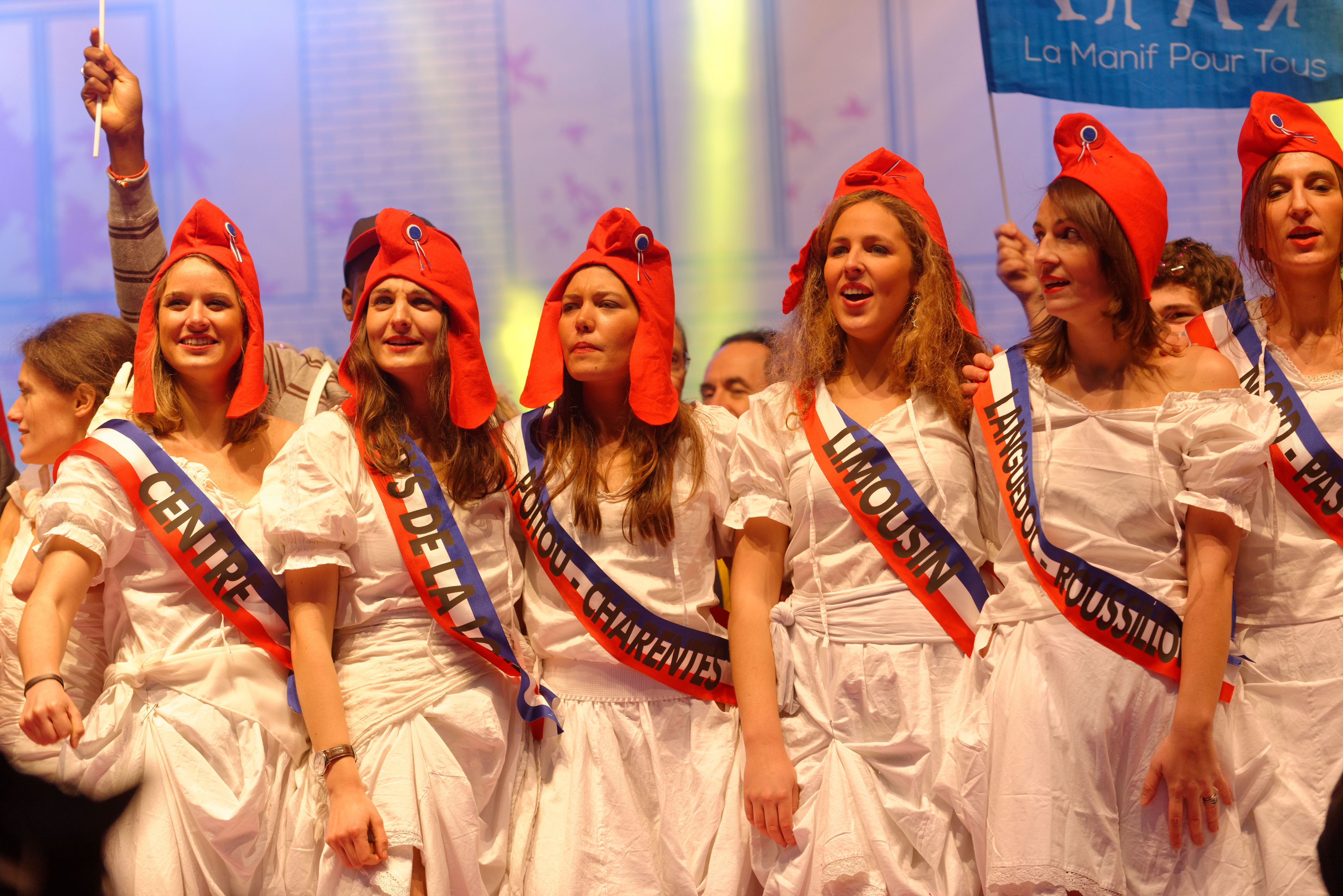
Jeunes femmes habillées en Marianne à la manifestation contre le projet de loi ouvrant le mariage aux couples de même sexe, Paris, 13 janvier 2013.

- L'Union nationale des associations familiales soutient que l'ouverture du mariage aux couples de personnes de même sexe remet profondément en cause le statut du mariage et l’accès à la parenté[256] et propose comme solution alternative l'union civile[257]. Un amendement du sénat, et adopté par l'assemblée nationale va obliger cet organisme à s'ouvrir à toutes les familles.
- Le collectif « Homovox » qui regroupe quelques témoignages de personnes homosexuelles telles que Xavier Bongibault qui estime que « la majorité des homosexuels se moquent éperdument de ce projet de loi », qu'« un enfant a besoin d’un homme et d’une femme pour évoluer correctement »[258] et qu’il est « profondément homophobe de considérer que les homosexuels pensent en fonction de leur orientation sexuelle »[259], Philippe Ariño qui estime que le projet de loi ouvrant le mariage et l'adoption aux couples de même sexe est « homophobe » et « ne reconnaît pas la personne homosexuelle »[260] ou Jean-Marc Veyron La Croix, à l'époque maire de Chasselas, qui refuse d'être représenté par l’Inter-LGBT (« On ne les a pas élus, ils ne représentent qu’eux-mêmes ! ») et démissionnerait plutôt que de célébrer des mariages homosexuels[261].
- Le collectif « Pour l'Humanité durable », fondé par l'humoriste Frigide Barjot, est contre le mariage et l'adoption pour les couples homosexuels[262].
- L'Alliance VITA s'oppose au projet. Un sondage de l'Ifop, commandé par l'association et réalisé du 18 au 20 septembre 2012, indique que 66 % des personnes interrogées souhaitent qu'un référendum soit organisé sur le projet de loi[263].
- Patricia Mowbray, présidente de l’association Racines d’enfance, s'interroge dans Le Figaro du 29 janvier 2013 sur les conséquences pour les enfants d'une absence d'altérité chez les couples homosexuels et écrit : « À l’heure où le respect de l’habitat naturel d’une grenouille peut faire dévier le tracé d’une autoroute, où les écologistes […] nous [alertent] sur les dangers des organismes génétiquement modifiés […], on peut être surpris que ces mêmes citoyens très soucieux de l’ordre naturel des choses soient aussi prompts à s’en affranchir lorsqu’il s’agit des conditions de notre filiation »[264].

#### Organismes
- Le 18 octobre 2012, saisi pour avis consultatif, le conseil d'administration de la Caisse nationale des allocations familiales (CNAF) se prononce contre le projet de loi par 11 voix contre, 8 pour et 12 qui « n'ont pas pris part au vote ». Les membres du conseil d'administration se sont prononcés contre en raison de la procédure d'urgence utilisée pour la consultation et certains ont cité « une remise en cause de la famille »[265],[266].
- Le 12 décembre 2012, le secrétaire général à l'enseignement catholique (SGEC), Éric de Labarre, adresse une lettre aux 8 500 chefs des établissements catholiques sous contrat, dans laquelle il exprime officiellement son « désaccord » avec le projet de loi sur le mariage homosexuel et appelle les professeurs et parents des 8 500 écoles catholiques à « prendre part au débat ». Il souhaite que les élèves en discutent en classe[267],[268]. Vincent Peillon, ministre de l'Éducation nationale, estime que ce faisant l'enseignement catholique commet une « faute » et demande aux recteurs « la plus grande vigilance à l'égard des conditions du débat légitime qui entoure le mariage pour tous, notamment dans les établissements privés sous contrat d'association »[269], ce qui suscite beaucoup de réactions, dont celle de Christine Boutin qui accuse la ministre Najat Vallaud-Belkacem d’avoir fait la promotion du mariage gay dans un collège public[270], celle du cardinal André Vingt-Trois qui parle d'un risque de « police de la pensée »[271] et celle de Jack Lang qui estime que Vincent Peillon « a fait son devoir »[272].

#### Maires
D'après un sondage IFOP de février 2013, 52 % des maires sont contre l'adoption du projet et 61 % demandent le report de la discussion. Un « Collectif des maires pour l'enfance » revendique plus de 20 000 maires et adjoints, opposés à l'ouverture du mariage et de l'adoption à des couples de même sexe. Ce collectif a comme porte-parole Franck Meyer, maire de Sotteville-sous-le-Val», qui demande, « en dehors de toutes contingences politiques », « solennellement au président de la République de retirer le projet de loi sur le mariage et l'adoption entre personnes de même sexe, et de lancer des états généraux sur le mariage, la famille et la filiation »,. Sur son site internet, ce collectif déclare notamment que « le droit fondamental de l’enfant se base sur la nature : idéalement c’est grandir avec ses parents naturels. Dans le cas des enfants adoptés qui connaissent déjà la blessure de ne pas connaître cette normalité, la société doit leur préserver le droit à 1 papa et 1 maman »,. Si la loi était adoptée, ces maires et adjoints demandent la possibilité d'exercer une « clause de conscience » leur permettant de ne pas célébrer de mariage entre deux personnes du même sexe.
Le 20 novembre 2012, le président de la République reconnaît, devant l'Association des maires de France, cette « liberté de conscience » des élus qui ne voudraient pas appliquer la future loi. L'inter-LGBT se déclare scandalisée par ces déclarations et « exige d’être reçue rapidement par le Président de la République ». Le 21 novembre 2012, François Hollande reçoit deux de ses représentants, Nicolas Gougain et Mathieu Nocent, et retire l'expression « liberté de conscience » à l'issue de cet entretien.
Des constitutionnalistes soulignent qu'une « clause de conscience » pourrait s'opposer au principe de « l'égalité devant la loi ». Cependant, en accord avec les lois en vigueur, un maire peut déléguer la célébration d'un mariage à un membre de son conseil municipal. Il pourrait donc faire de même dans le cas d'un mariage entre personnes de même sexe, mais aucune mairie ne serait autorisée à refuser de célébrer un tel mariage, si la loi était adoptée.
Le 18 octobre 2013, le Conseil constitutionnel, saisi dans le cadre d'une question prioritaire de constitutionnalité qui lui a été posée par un collectif de maires, estime que la loi « n'a pas porté atteinte à la liberté de conscience » en ne prévoyant pas de clause de conscience pour les officiers d'état civil opposés à la célébration de mariages entre personnes de même sexe.
Le 18 décembre 2015, le Conseil d'État déboute le « Collectif des maires pour l'enfance », rappelant qu'« aucun texte ni aucun principe n'impose aux officiers d'état civil d'approuver les choix de vie des personnes dont ils célèbrent le mariage ». Le Conseil d'État juge que l'interdiction faite aux officiers d'état civil de refuser de célébrer les mariages, en dehors des cas prévus par la loi, ne méconnaît pas la liberté de conscience garantie par la Convention européenne des droits de l'Homme. En décembre 2016, les « maires pour l'enfance » en appellent à l'Organisation des Nations unies (ONU), pour dénoncer « l’atteinte à leur liberté de conscience ».

#### Autorités religieuses
Il y a un fort consensus des grandes autorités religieuses françaises contre le mariage homosexuel :
- quatre jours seulement après l'élection de François Hollande à la présidence de la République, l'Église catholique aurait informé le nouveau pouvoir politique de son opposition radicale au projet d'ouverture du mariage : selon le journal Libération « L'Église catholique a déjà fait savoir, ces derniers mois, que la légalisation du mariage ouvert aux gays serait une sorte de casus belli »[289]. En 2012, la Conférence des évêques de France[290] ainsi que la Fédération protestante de France[291] s'opposent au projet, en accord avec la ligne officielle des principales églises chrétiennes sur la question. Le cardinal Barbarin estime que le mariage homosexuel ouvre la voie à la polygamie et à l'inceste[292]. À titre privé, l'abbé Alain Maillard de La Morandais se déclare favorable au mariage et à l'adoption pour les couples homosexuels[293], de même que l'évêque Jacques Gaillot[294]. Plusieurs pasteurs de l'Église protestante unie de France, dont James Woody et Marc Pernot du temple de l'Oratoire du Louvre à Paris, expriment leur désaccord avec la prise de position de la Fédération protestante de France. Dès 2015, cette Église, majoritaire parmi les protestants français, autorise la célébration des bénédictions de mariage de couples de même sexe[295],[296],[297],[298];
- le Conseil français du culte musulman s'oppose également au mariage pour les couples homosexuels qu'il juge non-conforme aux « principes de la jurisprudence musulmane » mais souligne que « les règles et les normes d'une religion ne peuvent être mises en avant pour s'opposer ou se soustraire aux normes et aux règles de la République qui s'appliquent à tous »[299]. L'UOIF considère que « si le mariage entre deux personnes de même sexe devient une norme, alors toutes les revendications, même les plus incongrues peuvent, un jour, devenir une norme, au nom du même principe d'égalité »[300];
- le grand-rabbin de France s'est également prononcé contre[301], mais le mouvement Massorti a une position beaucoup plus nuancée[302];
- le Conseil national des évangéliques de France considère que le mariage homosexuel est un « mauvais choix de société »[303];
- le 15 août 2012, à titre exceptionnel, en réaction au projet de loi sur l'ouverture du mariage aux couples de même sexe et au débat sur l'homoparentalité et à l'initiative de Mgr Vingt-Trois, président de la Conférence des évêques de France, une même prière est récitée dans les églises, les sanctuaires et les monastères de France et demande, en particulier, que les enfants « cessent d'être les objets des désirs et des conflits des adultes pour bénéficier pleinement de l'amour d'un père et d'une mère »[304],[305]. Certaines paroisses parisiennes préfèrent choisir leur propre prière[306];
- en septembre 2012, le pape Benoît XVI encourage les évêques français à « relever le défi » posé par le projet de loi sur le mariage homosexuel en France, dans laquelle il estime que la famille est « menacée » par « une conception de la nature humaine qui se révèle défectueuse »[307]. Le 21 décembre 2012, il aborde à nouveau le sujet lors de son traditionnel discours annuel à la curie romaine et précise ainsi sa pensée : « La manipulation de la nature, qu'aujourd'hui nous déplorons pour ce qui concerne l'environnement, devient ici le choix fondamental de l'homme à l'égard de lui-même » et cite les arguments du grand rabbin de France, Gilles Bernheim, développés par celui-ci dans un document intitulé « Mariage homosexuel, homoparentalité et adoption : ce que l'on oublie souvent de dire », publié le 18 octobre 2012[308],[309]. Le pape souligne par exemple : « Bernheim montre comment, de sujet juridique indépendant en soi, [l'enfant] devient maintenant nécessairement un objet, auquel on a droit et que, comme objet d'un droit, on peut se procurer » et déplore ce changement de statut de l'enfant, de sujet à objet, qu'il considère comme très grave pour l'humanité. Il appelle à nouveau les catholiques à « lutter » pour une famille formée d’un père, d’une mère et d’enfants, menacée selon lui par une transformation menaçant « l’homme lui-même »[310],[311];
- cependant, le dalaï-lama exprime, en 2013, l'idée que « les temps ont changé. Si l’on s’aime avec sincérité, tous les orifices peuvent être éventuellement appropriés. »[312].

#### Institution
Le 21 janvier 2013, La Croix indique que l'Académie des sciences morales et politiques « s’élève avec fermeté contre le projet de loi sur le mariage et appelle les pouvoirs publics à ouvrir un débat », les membres de l'Académie estimant notamment que le projet de loi effectue « la promotion d’un « droit à l’enfant qui fait passer celui-ci de sujet de droit à objet de droit ». Elle rappelle que juridiquement, la différence des sexes dans le mariage n'est pas discriminatoire, et met par ailleurs en avant le droit de l'enfant (réel et « sur lequel l'État doit veiller ») sur le « droit à l'enfant » qui n'existe pas juridiquement. Dans une analyse du droit de la famille effectuée en 2001, elle avait notamment énoncé qu'« être juridiquement parent, c’est être en même temps l’auteur biologique de l’enfant et celui qui déclare vouloir l’assumer comme sien ».

#### Mouvements religieux
- 834 « chrétiens de gauche »[316] estiment dans un manifeste que le projet de « mariage pour tous » est « de nature à diviser l'opinion à l'heure où l'urgence du redressement économique et social appelait au rassemblement »[303].

#### Personnalités
- Le pédiatre Aldo Naouri se déclare « défavorable à l’homoparentalité » pour avoir « constaté que l’enfant souffre aujourd’hui d’un statut d’objet de consommation » et que « autoriser l’adoption à des couples dont la sexualité a tourné le dos à la procréation accentuerait ce statut »[317]. Considérant que « l'adoption par ces couples relève de l'expérimentation sur le vivant », il estime que le mariage entre personnes de même sexe, dans une perspective anthropologique, pose des « problèmes insurmontables »[318].
- Comme le cardinal Philippe Barbarin[319], le polémiste Éric Zemmour estime qu'« à partir du moment où on parle d'amour pour justifier le mariage entre deux hommes, pourquoi ne pas également demander le mariage entre un père et sa fille, entre un frère et une sœur, entre 3 ou 4 personnes qui s'aiment »[320]. D'autres journalistes se prononcent contre le mariage homosexuel, comme Ivan Rioufol[321], Robert Ménard[322],[323] ou Dominique Jamet.
- Un certain nombre d'élus de gauche émettent des réserves[324]. D'anciens socialistes sont clairement contre, comme Georgina Dufoix par exemple.
- Le 25 mai 2013, Ségolène Royal affirme que si elle avait été présidente de la République, elle n'aurait pas fait voter le mariage homosexuel (qui n'était pas dans son programme présidentiel de 2007), et exprime sa préférence pour une union civile[325].
- Au lendemain de Noël 2012, Henri Joyeux, président de Familles de France et membre de la délégation aux droits des femmes et à l'égalité au Conseil économique, social et environnemental, pose la question de la place des enfants, dans le débat autour du projet de loi ouvrant le mariage et l'adoption aux couples de même sexe, et estime qu'« au nom d'un progressisme utopique et ringard pour aller dans le sens des désirs d'adultes en mal d'affection, on se sert des enfants »[326].
- Interrogé par Le Figaro, Henri d'Orléans (1933-2019) déclare que pour lui « l'apocalypse c'est maintenant » et que « ce matraquage de lois — mariage gay, bioéthique, euthanasie — détruit les fondements de notre société »[327].
- La philosophe Chantal Delsol considère que « bouleverser la filiation consiste à défaire la société » et récuse l’argumentation de Christiane Taubira selon laquelle l'ouverture du mariage et de l'adoption aux couples homosexuels constitue une « réforme de civilisation », y voyant plutôt une « pantalonnade d’anarchistes »[328].
- La philosophe Sylviane Agacinski qui s'était exprimée sur la question bien des années avant la rédaction du projet de loi Mariage pour tous, estime que la question du mariage homosexuel est indissociable de la question de l’homoparentalité sur laquelle elle est réservée[329]. Elle pose notamment la question de « savoir si l'institution du mariage et de la filiation doit continuer à inscrire chacun dans l'ordre d'une humanité elle-même sexuée, ou bien si l'on veut briser ce modèle dans lequel s'articulent la génération, la différence des sexes et celle des générations »[330].
- L'historienne Agnès Walch, spécialiste du mariage et de son évolution historique, parle d'une « fausse idée de l'égalité : être égaux ne signifie pas être semblables[331] », indiquant également qu'« on veut l'égalité pour tous mais [que] les homosexuels ne peuvent pas se reproduire » et allant craindre que « [le verrou de] la monogamie saute »[332].
- Sur une initiative d'Aude Mirkovic et Guillaume Drago, 170 juristes et historiens du droit émettent des réserves sur la loi ouvrant le mariage aux couples de même sexe, mettant en garde contre l'avènement d'un « marché des enfants » et demandant au Sénat de « renoncer à un texte qui se révèle celui de l'esclavage moderne des femmes et de la nouvelle traite des enfants »[333].

#### Critiques de terminologie
- L'écrivain et académicien Jean d'Ormesson est opposé au mariage homosexuel car, selon lui, « ouvrir le mariage aux homosexuels, c’est nécessairement leur ouvrir un droit à l’adoption » et pense que le débat sur le mariage homosexuel n’est pas une « question de morale » mais une « question de grammaire » car l'expression « mariage pour tous » est une « formule absurde »[334].
- Pour Jean-François Mattéi, les expressions « mariage pour tous » et « homoparentalité » sont de « pauvres oxymores » et les adultes homosexuels seront à tort nommés parents, le terme latin parens étant issu du verbe pario qui signifie « accoucher, enfanter », alors qu'ils ne peuvent engendrer sans l'intervention d'un tiers. Et le philosophe de citer Albert Camus qui disait que « mal nommer un objet, c'est ajouter au malheur de ce monde »[335].
- Membre du collectif « Pour l'Humanité durable », fondé par l'humoriste Frigide Barjot, Daniel Godard, professeur de lettres classiques, dénonce « une supercherie linguistique doublée d’un mensonge »[336],[337].
- L'évêque Jean-Michel Di Falco, dans une chronique vidéo intitulée « Changer le genre de Dieu » et diffusée par l'hebdomadaire Le Point, commente le changement de sens du mot « mariage » qui est en train de se produire, alors que sa définition était « non modifiée dans les dictionnaires depuis des siècles »[338].

#### Manifestations

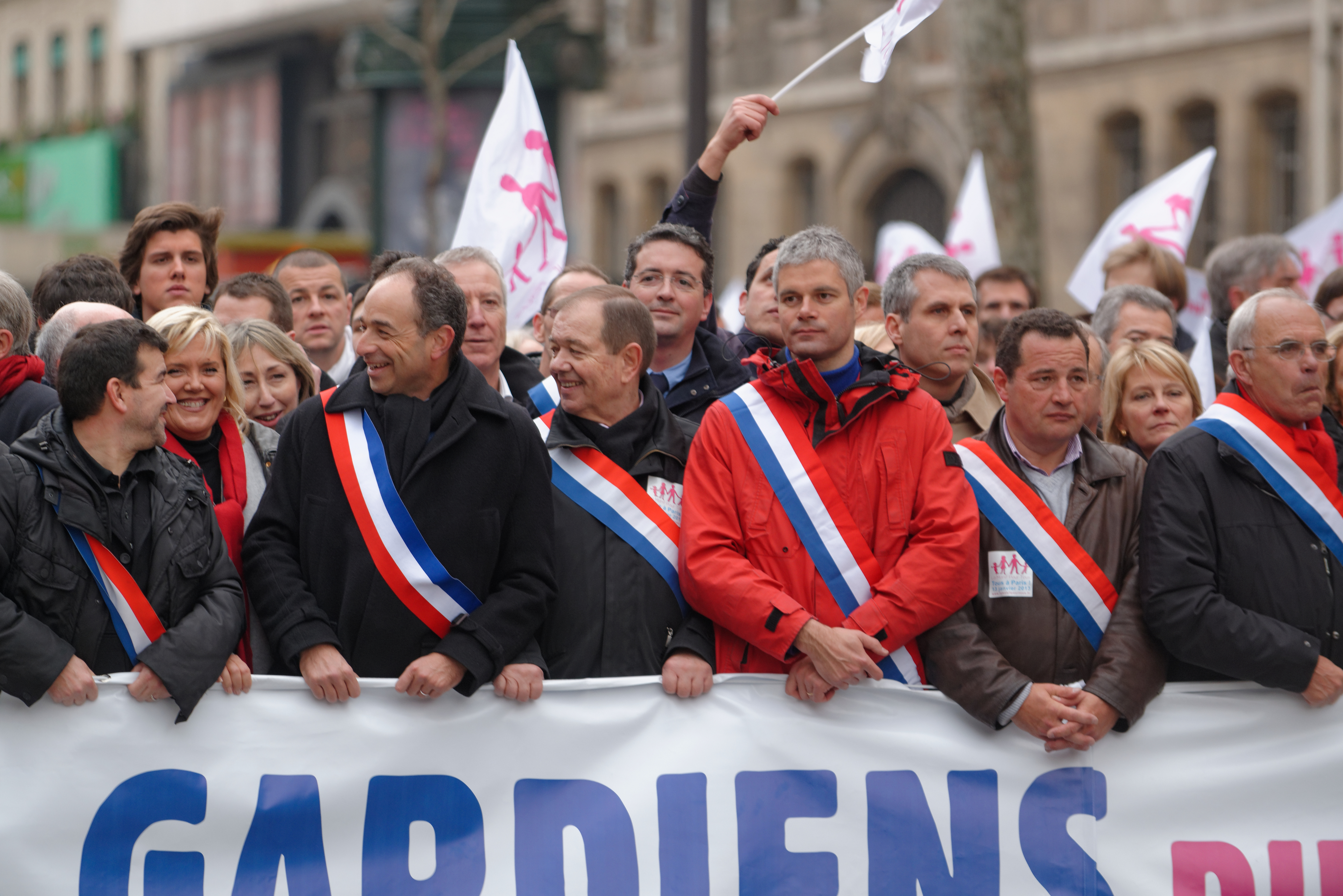
Élus à la manifestation contre le projet de loi ouvrant le mariage aux couples de même sexe, Paris, 13 janvier 2013.

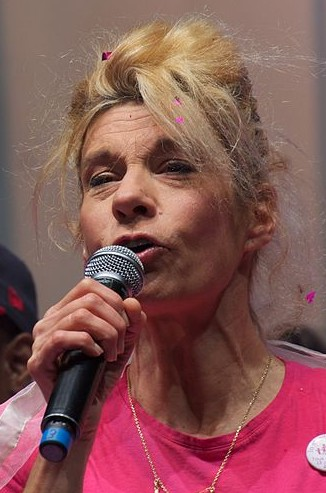
Frigide Barjot, porte-parole de « La Manif pour tous ».

Les opposants au mariage et à l'adoption pour les couples de même sexe organisent plusieurs manifestations à l'appel de plusieurs associations, dont certaines proches de l'Église catholique, regroupées sous l'intitulé « La Manif pour tous ». Le 17 novembre 2012, 70 000 personnes selon la police et 200 000 selon les organisateurs, manifestent contre le mariage des couples homosexuels à Paris et entre 40 000 et 52 000 à Lyon, Marseille, Toulouse, Nantes et Rennes, puis de nouveau le lendemain dans la capitale, à l'appel cette fois-ci de groupes proches des catholiques traditionalistes (9 000 manifestants). Cette dernière manifestation est émaillée de violences, avec des contre-manifestants non autorisés à manifester,. Malgré ces manifestations, la ministre des Affaires sociales et de la Santé, Marisol Touraine annonce que le gouvernement « ne renonce pas à son projet ».
Les opposants manifestent à nouveau le 8 décembre 2012 dans cinq grandes villes.
Une manifestation nationale rassemble à Paris, le 13 janvier 2013, 340 000 personnes selon la préfecture de police et 1 000 000 selon les organisateurs. Après vérification, le préfet de police maintient son évaluation de 340 000 manifestants, défend sa manière de compter et critique celle des organisateurs, qui maintiennent eux aussi leur estimation — plus d'un million de manifestants — et évoquent un « mensonge d'État » à propos du comptage de la police. Les organisateurs sont reçus par François Hollande, le 25 janvier 2013.
Le 29 janvier 2013, les opposants au mariage homosexuel déploient des banderoles sur 170 ponts de Paris et sa banlieue, alors que le même jour débute le débat à l'Assemblée sur le projet de loi ouvrant le mariage et l'adoption aux couples homosexuels. Ces banderoles reproduisent des slogans tels que « Un père et une mère c'est élémentaire », « Tous nés d'un homme et d'une femme », « Non à la filiation-fiction » ou « L'enfant n'est pas un droit »,.
La Manif pour tous organise des rassemblements dans tous les départements, le samedi 2 février. La police comptabilise 80 000 participants et 80 rassemblements.
Le 15 février 2013, Xavier Bongibault, Frigide Barjot et Philippe Brillault, maire du Chesnay, déposent au Conseil économique, social et environnemental (CESE) une pétition revêtue de 700 000 signatures certifiées par huissier, demandant un débat sur le projet de loi ouvrant le mariage et l'adoption aux homosexuels. C'est la première pétition citoyenne complète transmise au CESE pour avis consultatif. Il la juge irrecevable le 26 février 2013,.
Les opposants au mariage entre personnes de même sexe manifestent à nouveau à Paris le 24 mars 2013. La police estime à environ 300 000 le nombre de manifestants, tandis que les organisateurs l'estiment à 1,4 million,.
Le collectif La Manif pour tous porte plainte pour « incitation à commettre un acte de terrorisme » contre Pierre Bergé, en raison d'un message qu'il avait relayé sur Twitter le 17 mars 2013 et qui disait : « Vous me direz, si une bombe explose le 24 mars sur les Champs à cause de la Manif pour tous, c'est pas moi qui vais pleurer ».

### Radicalisation
Le vote à mains levées au Sénat, le 12 avril 2013, et l'accélération de la procédure parlementaire pour l'adoption de la loi sur le mariage homosexuel, décidée par le gouvernement le même jour, provoquent la colère des opposants, qui multiplient les manifestations devant le Sénat et l'Assemblée nationale.
L'UMP dénonce un risque de confrontation. Christine Boutin considère que le vote du Sénat est une « injure sans limite » et parle de « guerre civile », déclarant : « Ça va péter, je vous assure que ça va péter ». Frigide Barjot évoque une « dictature » et prévient : « Hollande veut du sang, il en aura ! », puis retire ces propos violents trois jours après et appelle au calme. L'ancien Premier ministre Jean-Pierre Raffarin, reprenant le vocabulaire du général de Gaulle lors des évènements de mai 68, évoque une « menace de chienlit ».
Lors de la manifestation du 24 mars, certains membres de La Manif pour tous provoquent des débordements et des confrontations avec la police ont lieu (des gaz lacrymogènes sont utilisés contre des manifestants, par exemple contre Christine Boutin). La Manif pour tous, qui se veut populaire et pacifique, se divise après cette manifestation, et le Printemps français, mouvement plus politisé qui dénonce la politique du gouvernement et qui est proche de l'extrême droite, est créé. Ses membres mènent des actions incluant le harcèlement de personnalités favorables au mariage homosexuel et la dégradation des locaux de l'inter-LGBT. Des liens existeraient entre le Printemps français et Civitas, association catholique intégriste qui lutte aussi contre le mariage homosexuel, mais que la Manif pour tous avait toujours écarté de ses rangs en raison de sa radicalité et de son opposition plus générale à l'homosexualité.
Un article de Marianne daté de début septembre 2013 indique que l'association SOS homophobie constate une forte hausse des actes homophobes, qu'elle impute au moins en partie aux débats sur le projet de mariage pour les couples de même sexe. Les appels aux associations LGBT pour motif d'homophobie pourraient avoir jusqu'à triplé les trois premiers mois de 2013. La porte-parole du gouvernement français, qui reconnaît également l'augmentation des actes homophobes sur cette période, a déclaré dans un communiqué condamner l'augmentation de ces violences. Frigide Barjot dénonce toutes les violences et affirme que la Manif pour tous n'a aucun lien avec les fondamentalistes et les extrémistes. La droite et la gauche se renvoient la responsabilité des violences,,. Le 25 avril 2013, évoquant en particulier la manifestation du 24 mars des opposants au projet de loi Taubira, le député italien, Luca Volontè, président du groupe PPE (droite) à l'Assemblée parlementaire du Conseil de l'Europe (APCE), pose une question au Conseil de l'Europe au sujet de la gestion des manifestations par le gouvernement français, l'accusant de violences sur les manifestants. Le 27 juin 2013, l'Assemblée parlementaire du Conseil de l'Europe vote une résolution déplorant « les récents cas de recours excessif à la force pour disperser les manifestants » et réitérant « son appel aux autorités de veiller à ce que l’action de la police, si elle est nécessaire, reste proportionnée »,,,.
La presse internationale s'étonne du « climat homophobe » dans lequel s'est déroulé le débat en France et Courrier international indique que la France est perçue comme « repliée sur elle-même »,. En Espagne, El País fait écho « [d']appels et tweets menaçants, [de] prières de rue et [d']attaques physiques » envers les personnes homosexuelles. De son côté, la BBC parle d'un « lobby anti-mariage homosexuel, soutenu par l'Église catholique et l'opposition conservatrice », tandis que le quotidien britannique conservateur The Daily Telegraph évoque « des mois de débat politique acharné », rapportant notamment les propos du député UMP Philippe Cochet, qui déclarait le 18 avril 2013 qu'on était « en train d’assassiner des enfants », et mentionne une étude qui classe la France comme le pays le moins tolérant d'Europe de l'Ouest envers les homosexuels.
Wilfred de Bruijn, agressé avec son compagnon rue des Ardennes, dans le 19e arrondissement de Paris, pendant la nuit du 6 au 7 avril (2013), publie sa photo sur les réseaux sociaux. Elle devient un « symbole » pour des associations LGBT, afin de dénoncer un climat devenu homophobe et violent, selon elles, depuis le début des débats parlementaires, bien qu'aucun lien n'ait pu être démontré entre les débats en cours et cette agression. Quatre personnes (de 17 à 19 ans) d'une « cité » du 19e arrondissement, déjà connus des services de police pour faits de violence, ont été interpellées en septembre 2013. Ils sont mis en examen le 20 septembre pour violences aggravées en réunion. Selon certaines sources, les suspects avaient été en fait identifiés dès les jours suivant l'agression, mais n'ont été interpellés que cinq mois plus tard. Des peines de prison de dix-huit et vingt-quatre mois ferme sont requises contre les agresseurs.

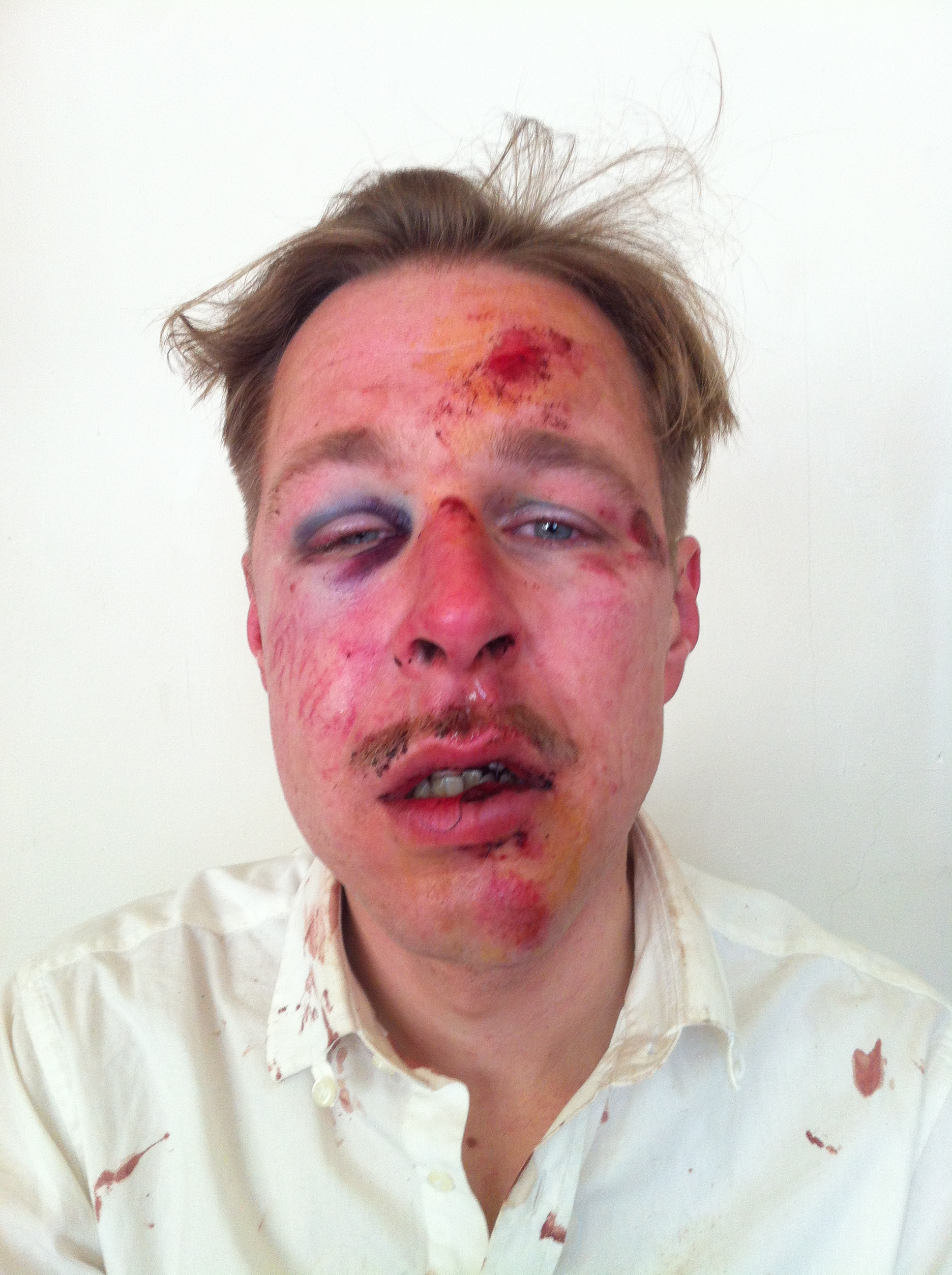
Photo de Wilfred de Bruijn postée sur les réseaux sociaux et reprise dans les médias,,,.

### Débat sur d'éventuelles conséquences politiques
Plusieurs analystes considèrent que la loi sur le « mariage pour tous » a été une des causes de la défaite de la gauche, et notamment du Parti socialiste (PS), aux élections municipales de 2014. Selon un sondage Harris Interactive pour La Croix, la question du mariage homosexuel a été jugée « très importante » ou « importante » pour 37 % des Français, et 42 % des catholiques pratiquants. Le démographe Hervé Le Bras avait également anticipé cette situation dès le mois d'avril 2013, considérant que le PS venait « de s'aliéner ce qui [avait] été à la base de son succès lors des dernières élections » (la présidentielle et les législatives de 2012), à savoir « ce centre droit, lié à une tradition catholique » qui n'avait pas « adhéré aux positions xénophobes de Nicolas Sarkozy ».
Mais plusieurs socialistes, dont Patrick Mennucci, ainsi que le philosophe Bertrand Vergely, soulignent également l'impact du mariage homosexuel sur l'électorat musulman, votant habituellement à gauche et qui se serait largement abstenu,. Le chercheur Gilles Kepel estime quant à lui que « le PS a largement perdu cet électorat aux municipales de 2014 », et que « La Manif pour tous [lui] a fourni une possibilité d'identification avec les cathos de droite et anti-gay, par le biais des valeurs, pour s'affirmer français ». Il voit là une « mutation significative », et fait le lien avec la fin du « tabou du FN » chez cet électorat, sans que cela en soit la seule cause.

## Impact de la loi
Dans les années qui suivent l'entrée en vigueur de la loi, certains médias en dressent des bilans chiffrés et tire un constat d'apaisement. Deux ans après le vote de la loi, le Nouvel Obs relève que les célébrations se sont passent sans incident et que les mairies récalcitrantes sont très rares, relevant aussi une plus grande acceptation de l'homosexualité (58 % des sympathisants UMP se déclarent en faveur du mariage pour tous contre 33 % en janvier 2013) jusqu'à l'extrême-droite, avec un vote quasi unanime de l’Assemblée nationale pour admettre les homosexuels au don de sang,. En 2016, les mariages entre personnes de même sexe étaient surreprésentés en milieu urbain : deux sur dix ont été célébrés dans une commune d'au moins 200 000 habitants contre un mariage sur dix entre personnes de sexe différent pour l'année 2014. Selon un sondage réalisé en 2017 par l'Ifop, 63 % des Français considèrent qu'un couple d'homosexuels vivant avec ses enfants « constitue une famille à part entière » et 62 % des sondés se disent opposés à l'abrogation de la loi. Sur les trois premières années, l'INSEE recensait 3 % de mariages du même sexe, avec une légère surreprésentation des couples d'hommes. Dans son livre publié en 2018 Les Leçons du pouvoir François Hollande déclare regretter d'avoir manqué d'audace pour ouvrir de la procréation médicalement assistée (PMA) à toutes les femmes.
En avril 2018, l'Association des parents gays et lesbiens avait connaissance de seulement 4 couples homosexuels qui avaient pu adopter (en dehors des adoptions de l'enfant du conjoint), et l'Association des familles homoparentales (ADFH) pense que « quelques familles » ont pu accueillir un enfant pupille de l'État et « moins de dix » un enfant étranger. Les couples lesbiens peuvent en revanche depuis recourir légalement à la PMA.
En avril 2023, dix ans après l'adoption de la loi, plusieurs opposants de l'époque déclarent avoir changé d'avis ou regretter de s'y être opposés, comme les anciens parlementaires de droite Gérald Darmanin et Christophe Béchu (devenus ministres) et Jean-François Copé (ancien ministre) ainsi que plusieurs militants engagés en 2013 dans la Manif pour tous.
Pour la journaliste et autrice Rozenn Le Carboulec, « C'est un droit qui est à présent largement accepté ». Christiane Taubira n'envisage pas de retour en arrière : « Les personnalités politiques qui, pour la présidentielle de 2017 par exemple, promettaient l'abrogation de la loi en ont fini avec ça. Pas par esprit progressiste mais parce qu'ils ont compris qu'il n'y a plus d'écho dans la société ».

## Statistiques
Entre le printemps 2013 et 2024, plus de 77 000 mariages de même sexe ont été conclus en France avec une moyenne relativement constante d'environ 7 000 mariages par an, sauf en 2020, année marquée par la pandémie de Covid-19. En 2024, sur 247 000 mariages célébrés en France, 7 000 l'ont été entre personnes de même sexe, soit 2,83 % des mariages.
En une dizaine d'années à Paris, la mairie a célébré 7 970 mariages de même sexe, soit 9,4 % du total sur la commune (8,6 % en 2022, car l'année record se situe en 2014 juste après le vote de la loi Taubira). Parmi eux, 75 % sont des couples d'hommes et 25 % des couples de femmes.

### Filmographie
- La Sociologue et l'Ourson, film documentaire de Étienne Chaillou et Mathias Théry, sorti le 6 avril 2016.